# Primer gobierno de Juan Domingo Perón

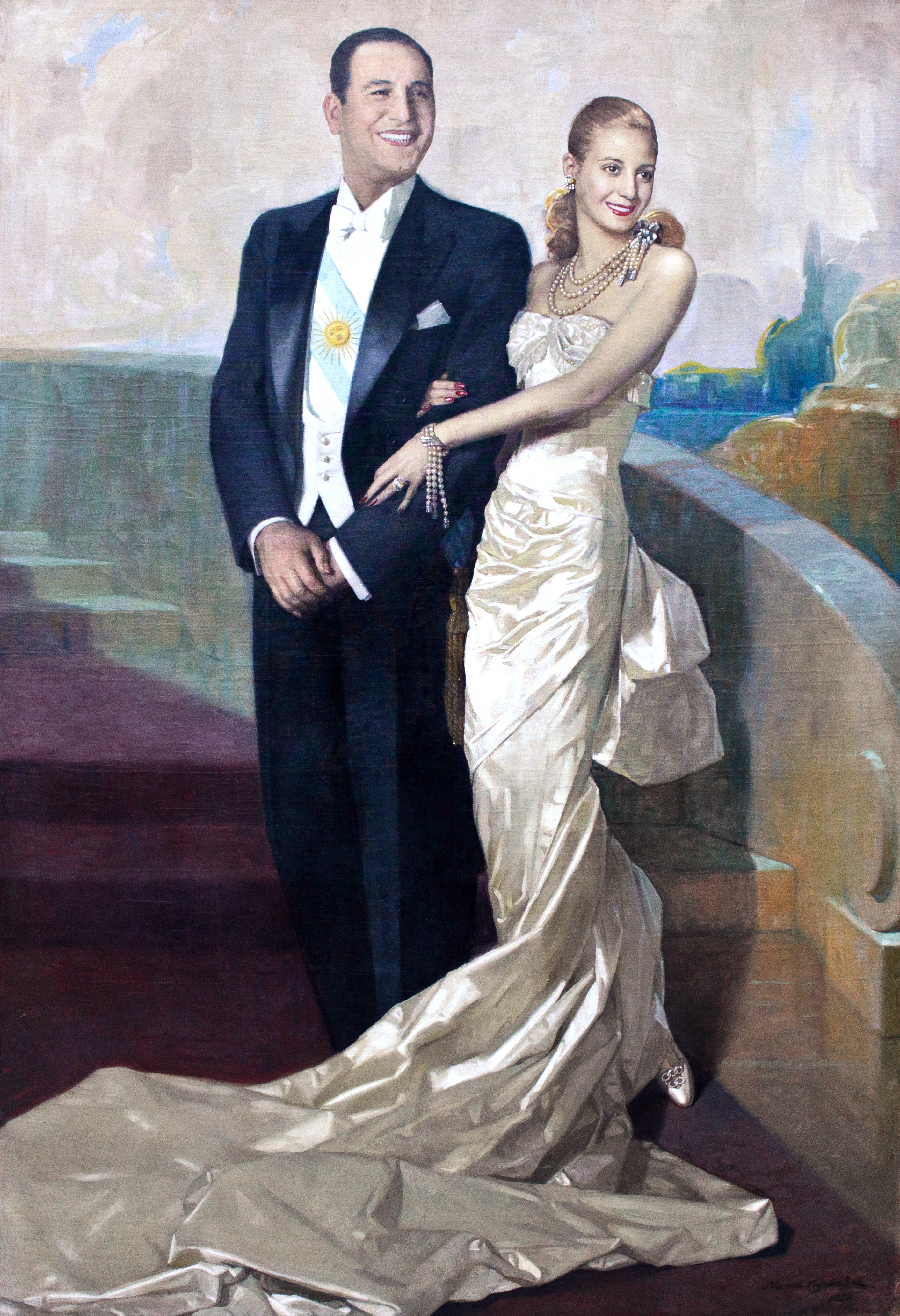
Retrato Oficial del Presidente de la Nación realizado en 1948 por Numa Ayrinhac, donde se observa a Perón y Evita.

Se denomina primer gobierno de Perón a la gestión de Juan Domingo Perón como presidente de la Nación Argentina comprendida entre la asunción del cargo el 4 de junio de 1946, luego de ser elegido como resultado de las elecciones generales del 24 de febrero, hasta su segunda presidencia, luego de vencer en las elecciones presidenciales de 1951. El primer período presidencial de Juan D. Perón se extendió entre el 4 de junio de 1946 y el 4 de junio de 1952. Entre las acciones más destacadas se encuentra la conformación de un extenso estado de bienestar, con eje en la creación del Ministerio de Trabajo y Previsión Social y la Fundación Eva Perón, una amplia redistribución de la riqueza a favor de los sectores más postergados, el reconocimiento de los derechos políticos de las mujeres, una política económica que impulsó la industrialización y la nacionalización de sectores básicos de la economía y una política exterior de alianzas sudamericanas apoyada en el principio de la tercera posición. En el mismo período se realizó una reforma constitucional que sancionó la llamada Constitución de 1949.
El apoyo popular, organizado por una coalición del Partido Laborista, la UCR Junta Renovadora y el Partido Independiente, le dio la presidencia con el 52% de votos en las elecciones del 24 de febrero de 1946, ganando en casi todas las provincias. En Córdoba, San Juan y San Luis la coalición perdió las presidenciales, pero no así las gobernaciones. Corrientes quedó como la única provincia con un gobernador opositor, y fue intervenida al año siguiente.
Desde la presidencia, Perón impulsó políticas que promovieran la industrialización, la expansión del mercado interno, la sindicalización de los trabajadores y la ampliación de derechos políticos, laborales, culturales y sociales. Se sancionó la ley de voto femenino que estableció el sufragio universal en Argentina. Impulsó la provincialización de los llamados «territorios nacionales», que concedió los derechos políticos a los habitantes de los mismos. Expandió enormemente la organización de los trabajadores en sindicatos que respondían mayoritariamente a la corriente laborista (dominado por las corrientes socialista y sindicalista revolucionaria) y promovió el predominio de la Confederación General del Trabajo (CGT) como central unitaria. Impulsó la reforma constitucional de 1949 estableciendo la igualdad jurídica entre hombres y mujeres, incorporando los derechos humanos de segunda generación, de la niñez y la ancianidad, y estableciendo un sistema económico basado en la función social de la propiedad. Llevó adelante una política de industrialización basada en la sustitución de importaciones y la expansión del mercado interno. Nacionalizó los ferrocarriles, el comercio exterior, la marina mercante, el servicio telefónico y creó la Sociedad Mixta Siderúrgica Argentina (Somisa), entre otros emprendimientos económicos con participación relevante del Estado. Estableció la gratuidad de la enseñanza universitaria. En el campo internacional adoptó una política de «tercera posición», manteniendo una equidistancia entre Estados Unidos y la Unión Soviética en la recién iniciada Guerra Fría y promovió el fortalecimiento de las relaciones latinoamericanas, especialmente en el Cono Sur.
Durante su primera presidencia Perón debió enfrentar las acciones terroristas y golpistas organizadas por grupos antiperonistas, entre los que se destacó el golpe de Estado del 28 de septiembre de 1951.

## Inicio
Tras un corto lapso de descanso, durante el cual contrajo matrimonio con Eva Duarte en Junín, el 22 de octubre, Perón comenzó su campaña política. El sector de la Unión Cívica Radical que le apoyaba formó la UCR Junta Renovadora, a la cual se sumaron el Partido Laborista y el Partido Independiente; organización radical FORJA se disolvió para sumarse al movimiento peronista.
En 1945, la embajada de Estados Unidos dirigida por Spruille Braden promovió la unificación de la oposición en un frente antiperonista, que incluyó a los partidos Comunista, Socialista, Unión Cívica Radical, Demócrata Progresista, Conservador, la Federación Universitaria Argentina (FUA), la Sociedad Rural (terratenientes), la Unión Industrial (grandes empresas), la Bolsa de Comercio.
Un rol activo en la campaña cumplirá la Sociedad Rural Argentina (SRA) contando con el respaldo activo del Embajador norteamericano en Argentina, Spruille Braden. Durante la campaña se produjeron dos hechos que afectaron profundamente el resultado, por un lado el descubrimiento de un importante cheque entregado por una organización patronal como contribución a la campaña de la Unión Democrática. El segundo fue el involucramiento en cuestiones internas del Departamento de Estado de los Estados Unidos -a instancias del embajador Braden- en la campaña electoral a favor de la fórmula Tamburini-Mosca.
En medio de la campaña electoral de 1946 sectores ligados a la Sociedad Rural Argentina, la sección local de la Unión Cívica Radical y el Partido Liberal de Corrientes planearon un atentado para asesinar a Perón en Corrientes, el día 3 de febrero de 1946 este grupo ante la marcha de Perón por las calles de Goya se posicionaron sobre los techos con armas. Desde un vehículo en el que viajaban los liberales Bernabé Marambio Ballesteros, Gerardo Speroni, Juan Reynoldi y Ovidio Robar, dispararon con armas de fuego a la gente que desde el puerto enterada de la noticia marchaba hacia el centro para repudiar el intento de asesinato.
Al mismo tiempo salió a la luz que Raúl Lamuraglia, un hombre de negocios, había financiado la campaña de la Unión Democrática a través de millonarios cheques del Bank of New York que habían tenido como destino sostener el Comité Nacional de la Unión Cívica Radical y a sus candidatos José P. Tamborini y Enrique Mosca. Posteriormente en 1951 el empresario aportaría recursos para apoyar el golpe de Estado fallido del general Benjamín Menéndez contra Perón y en 1955 financiaría el Bombardeo de Plaza de Mayo.
El apoyo popular, organizado por el Partido Laborista, la UCR Junta Renovadora y el Partido Independiente, le dio la presidencia a Perón con el 52.84% de votos en las elecciones del 24 de febrero de 1946, siendo derrotado únicamente en Córdoba, Corrientes, San Juan y San Luis. Perón se impuso con un 52.84% de los votos mientras que Tamborini se colocó en segundo lugar con el 42.87% de los votos, diez puntos por debajo del peronismo. El resultado del Colegio Electoral Perón recibió 299 votos electorales contra solo 66 de Tamborini. La Unión Democrática colapsó al momento de su derrota y nunca volvió a unirse, mientras que los partidos aliados de Perón se unificaron en el Partido Peronista a finales de ese año.
En las elecciones legislativas de 1946 que se celebraron el 24 de febrero tuvo como resultado una fuerte victoria para la coalición que respaldaba a Juan Domingo Perón (el Partido Laborista y sus aliados), que obtuvo mayoría absoluta con 101 de los 158 diputados. La coalición opositora a Perón, obtuvo tan solo 49 escaños.
Luego del triunfo electoral disolvió los tres partidos que se habían creado para sostener su candidatura: Laborista, Unión Cívica Radical Junta Renovadora y el Partido Independiente, para unificarlos en una sola organización política, llamada primero Partido Único de la Revolución y luego simplemente Peronista o Justicialista.
Las elecciones de febrero de 1946 fueron reconocidas como absolutamente limpias por los propios dirigentes y diarios opositores.

## Política económica

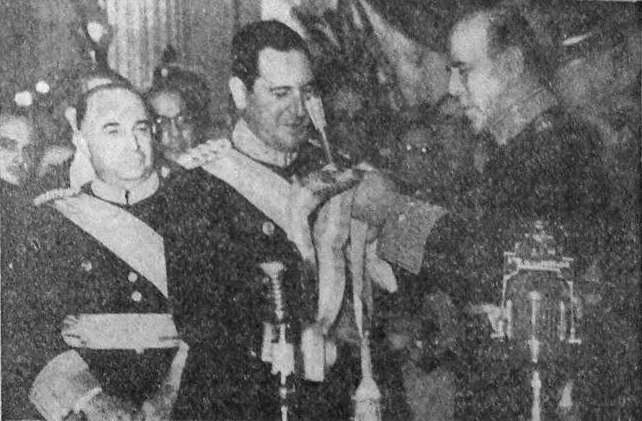
Perón recibe los atributos presidenciales de manos de Edelmiro Farrell.

Durante el gobierno de Perón se profundizó la política de sustitución de importaciones mediante el desarrollo de la industria ligera que se venía impulsando desde la década anterior. Perón también invirtió fuertemente en la agricultura, especialmente en la siembra de trigo. Durante esta época el sector agropecuario se modernizó, a partir del desarrollo de la industria siderúrgica y petroquímica, se impulsó la tecnificación y la provisión de fertilizantes, plaguicidas y maquinarias, de forma que se incrementó la producción y eficiencia agropecuaria.
El crecimiento de la economía argentina durante el periodo peronista, los agregados crecieron en
forma acelerada. La producción, por ejemplo, se elevó casi un 30%, el consumo, que entre 1930-1934 y
1946 se había expandido un 55%, se incrementó en un 18,5% ente 1946 y 1949. La inversión, deprimida
durante la guerra, prácticamente se duplicó entre 1945 y 1948” (Rapoport, 2010).
Ante la falta de divisas, producto del estancamiento del sector primario, con las que se importaban los bienes de capital e insumos necesarios para el proceso de industrialización, en 1946 Perón nacionalizó el comercio exterior mediante la creación del IAPI (Instituto Argentino para la Promoción del Intercambio) que significaba el monopolio estatal del comercio exterior. Éste le permitió al Estado obtener recursos que utilizó para redistribuir hacia la industria. Dicho intercambio intersectorial del sector agrario a la industria, provocó conflictos con las patronales agropecuarias, en especial la Sociedad Rural Argentina. Uno de los principales socios comerciales de este periodo fue España -país que se encontraba en un relativo aislamiento diplomático, al igual que Argentina debido a su política de no alineamiento en la Guerra Fría-, con el que se firmaron diversos acuerdos comerciales entre el final de la guerra civil española y principios de los 50, principalmente el convenio comercial hispano-argentino de 1946; a cambio de productos alimentarios como cereales, Argentina importó de España principalmente acero y derivados, maquinaria y otros productos como corcho o diversos minerales.

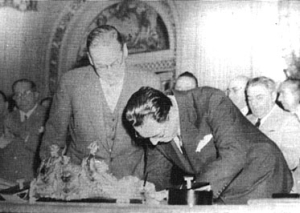
Perón firmando la escritura por la cual todos los ferrocarriles pasaron a manos del Estado.

En 1947 anunció un Plan Quinquenal para fortalecer las nuevas industrias creadas, y comenzar con la industria pesada (siderurgia y generación de energía eléctrica en San Nicolás y en Jujuy). Ese mismo año creó la Sociedad Mixta Siderúrgica Argentina (Somisa), designando a su frente al general Manuel Savio y la empresa Agua y Energía Eléctrica. En 1948 el Estado nacionalizó los ferrocarriles, en su mayoría propiedad de capitales ingleses, y creó la empresa Ferrocarriles Argentinos. También en 1948 creó la Empresa Nacional de Telecomunicaciones (ENTel). En 1950 creó Aerolíneas Argentinas, la primera empresa argentina de aviación. Perón afirmaba que la Argentina había obtenido en 1810 la libertad política, pero no la independencia económica. La industrialización diversificaría y complejizaría la matriz productiva (Scalise, Iriarte, s.d) y esto, a su vez, permitiría a la Argentina trascender al rol asignado en la División Internacional del Trabajo.  El Plan buscaba transformar la estructura socioeconómica; reducir la vulnerabilidad externa (disminuyendo la deuda y nacionalizando los servicios públicos); mejorar el nivel de vida (mediante redistribución y obras públicas en sanidad, educación y vivienda); acelerar la capitalización industrial y desarrollar el sistema financiero local (para estabilizar la balanza de pagos). Así, el Estado asume una participación activa en la economía. (Gutiérrez Arias, 2009)
El número de pasajeros transportado por la Flota Mercante de la Argentina (creada en 1941) aumentó de 1,4 millones en 1947 a 17.6 millones en 1951, mientras que el tonelaje transportado aumentó de 575 a 866 mil toneladas.
En el área del desarrollo de la ciencia y tecnología inició el desarrollo de energía nuclear con la creación de la Comisión Nacional de Energía Atómica en 1950, con científicos como José Antonio Balseiro y Mario Báncora, que desbarataron el fraude de Ronald Richter y luego sentaron las bases del plan nuclear argentino. En Europa se contrató a unos 750 obreros especialistas, dos equipos de diseñadores alemanes Reimar Horten, , un equipo italiano (a cargo de Pallavecino) y al ingeniero francés Emile Dewoitine. Estos equipos, junto con ingenieros y técnicos argentinos, serían los encargados de proyectar los aviones de reacción Pulqui I y Pulqui II, el bimotor Justicialista del Aire, luego rebautizado I.Ae. 35 Huanquero, alas volantes Horten, etc. Asimismo, San Martín gestionó el ingreso al país de un importante grupo de profesores del Politécnico de Turín, con los cuales se creó la Escuela de Ingeniería de la Fuerza Aérea Argentina. Este personal académico también formó parte del claustro de la Facultad de Ingeniería de la Universidad de Córdoba.
También se fabricaron los aviones I.Ae. 22 "DL" de entrenamiento avanzado, el I.Ae. 24 Calquín de bombardeo y ataque, el I.Ae. 23 de entrenamiento primario, el bimotor de caza I.Ae. 30 Ñancú. Completan ese período el planeador de asalto I.Ae. 25 Mañque, el motor de aviación «El Gaucho», el cohete teledirigido AM-1 Tábano y aeronaves de instrucción elemental y de uso civil: el Colibrí, el Chingolo, y el F.M.A. 20 Boyero. La concreción de estos proyectos aeronáuticos motivó la formación de una importante red de proveedores de partes de alta calidad, y como consecuencia, la creación del parque industrial que fue la base del posterior desarrollo y despegue industrial de Córdoba.
En el sector aeronáutico se dio gran impulso a la producción nacional a través de la Fábrica Militar de Aviones, creada en 1927 por el presidente radical Marcelo T de Alvear, destacándose el desarrollo de aviones de reacción mediante el Proyecto Pulqui dirigido por el ingeniero alemán Kurt Tank.
Durante el Plan Quinquenal llegó a conceder 170.000 préstamos hipotecarios por un total de 570 millones de pesos.
Se construyeron más de 217.000 viviendas, sin incluir los barrios levantados en las provincias, en el caso de Buenos Aires, alcanzan cifras significativas. Solo durante el Primer Plan Quinquenal (1946-1952) se construyeron con fondos directos 350.000 viviendas para obreros en toda la república. En el segundo Plan Quinquenal, hasta 1955, se llevaban construidas más de 150.000. Junto a los monobloques ubicados en Juan Bautista Alberdi y Lacarra. Los departamentos del barrio Curapaligue, los edificios gigantescos que bordean la Av. General Paz, el Camino de Cintura y la Autopista a Ezeiza.
En 1947 se anunció un Plan Quinquenal para fortalecer las nuevas industrias creadas, y comenzar con la industria pesada (siderurgia y generación de energía eléctrica en San Nicolás y en Jujuy).
En el área del desarrollo de la ciencia y tecnología, Perón afirmó que la Argentina había obtenido en 1810 la libertad política, pero no la independencia económica. La industrialización diversificaría y complejizaría la matriz productiva (Scalise, Iriarte, s.d) y esto, a su vez, permitiría a la Argentina trascender al rol asignado en la División Internacional del Trabajo.  El Plan buscaba transformar la estructura socioeconómica; reducir la vulnerabilidad externa (disminuyendo la deuda y nacionalizando los servicios públicos); mejorar el nivel de vida (mediante redistribución y obras públicas en sanidad, educación y vivienda); acelerar la capitalización industrial y desarrollar el sistema financiero local (para estabilizar la balanza de pagos). Así, el Estado asume una participación activa en la economía. (Gutiérrez Arias, 2009)  La Ciencia y Tecnología pasaron a tener un rol fundamental en el desarrollo. En 1951 se crea, mediante decreto 9695, el CONITYC (Consejo Nacional de Investigaciones Técnicas y Científicas), antecedente del Conicet.  Contó con prestigiosos miembros como Balseiro y Gaviola (física), Gamba (ingeniería nuclear) y Bussolino (astronomía). Debía fomentar el desarrollo del conocimiento mediante becas, programas de intercambio, cursos de especialización y perfeccionamiento, congresos científicos, subsidios y contribuciones especiales, promoción del uso de patentes industriales. 
En 1948, Perón anunció un proyecto para el desarrollo de energía de fusión nuclear que  fueron transferidas por Perón al Centro Atómico Bariloche (CAB) de la Comisión Nacional de Energía Atómica (CNEA) y al Instituto de Física de la Universidad Nacional de Cuyo que más tarde tomaría el nombre de Instituto Balseiro (IB).En 1950 se crea la Comisión Nacional de Energía Atómica (CNEA) y el Laboratorio de Investigaciones Nucleares en la Universidad Nacional del Tucumán. En 1951 se descubre el primer yacimiento de uranio del país (yacimiento “Papagayo”, Mendoza). En 1952 se compra un sincrociclotrón, y se comienza a extraer uranio del yacimiento “Agua Botada” (Mendoza). En 1953 se instala en Buenos Aires una planta piloto para la producción de uranio; se dicta el primer curso sobre reactores nucleares; comienza a funcionar el acelerador Cockroft-Walton; se aprueba la instalación del Complejo Fabril Córdoba; y se crea la cátedra de Química Nuclear en la UBA. En 1954 comienza la instalación de observatorios para medir la radiación cósmica en el país; se dicta el decreto 12205 según el cual CNEA
En Europa se contrató a unos 750 obreros especialistas, dos equipos de diseñadores alemanes Reimar Horten, , un equipo italiano (a cargo de Pallavecino) y al ingeniero francés Emile Dewoitine. Estos equipos, junto con ingenieros y técnicos argentinos, serían los encargados de proyectar los aviones de reacción Pulqui I y Pulqui II, el bimotor Justicialista del Aire, luego rebautizado I.Ae. 35 Huanquero, alas volantes Horten, etc. Asimismo, San Martín gestionó el ingreso al país de un importante grupo de profesores del Politécnico de Turín, con los cuales se creó la Escuela de Ingeniería de la Fuerza Aérea Argentina. Este personal académico también formó parte del claustro de la Facultad de Ingeniería de la Universidad de Córdoba.
También se fabricaron los aviones I.Ae. 22 "DL" de entrenamiento avanzado, el I.Ae. 24 Calquín de bombardeo y ataque, el I.Ae. 23 de entrenamiento primario, el bimotor de caza I.Ae. 30 Ñancú. Completan ese período el planeador de asalto I.Ae. 25 Mañque, el motor de aviación «El Gaucho», el cohete teledirigido AM-1 Tábano y aeronaves de instrucción elemental y de uso civil: el Colibrí, el Chingolo, y el F.M.A. 20 Boyero. La concreción de estos proyectos aeronáuticos motivó la formación de una importante red de proveedores de partes de alta calidad, y como consecuencia, la creación del parque industrial que fue la base del posterior desarrollo y despegue industrial de Córdoba.

### Primer Plan Quinquenal

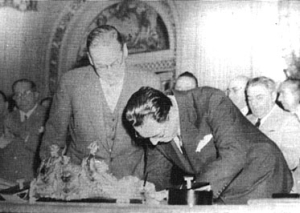
Perón firmando la escritura por la cual todos los ferrocarriles pasaron a manos del Estado.

El primer Plan Quinquenal fue un procedimiento de planificación estatal anunciado a principios del segundo semestre de 1946. La Secretaría Técnica de la Presidencia comenzó a preparar un Plan de Gobierno para el período quinquenal comprendido por los años 1947 y 1951. El Plan Quinquenal se anunció en el mensaje presidencial del 19 de octubre de 1946 como «proyecto de ley» que se iba a enviar a la Legislatura.
El artículo 1.º presentaba el «Plan de Realizaciones e Inversiones» y desarrollaba diversos proyectos de ley):
1) Ley que crearía del Cuerpo de Abogados del Estado;
2) Ley de organización de los ministerios (autorización al Poder Ejecutivo);
3) Ley de bases que modificaría el Régimen Municipal para la Capital Federal;
4) Ley que concedería Derechos Electorales a la Mujer;
5) Ley que concedería derechos electorales a los suboficiales de las Fuerzas Armadas;
6) Ley de organización de la Sanidad Pública;
7) Ley de Construcciones, Habilitación y Funcionamiento de los Servicios de Salud Pública;
8) Ley de bases sobre Educación Primaria, Secundaria y Técnica;
9) Ley de Reforma Universitaria;
10) Ley de bases que reorganizaría la Justicia Federal;
11) Ley de extensión del Fuero de Trabajo;
12) Ley que regularía las Funciones Notariales;
13) Ley de bases creando la jurisdicción contencioso administrativa;
14) Ley de organización del Servicio Exterior de la Nación;
15) Ley de bases sobre Inmigración, Colonización y Población;
16) Ley de Arrendamientos Rurales y de Aparcería;
17) Ley de Accionariado Obrero;
18) Ley de Bases instituyendo el Seguro Social;
19) Ley de Bases para el Fomento de la Vivienda;
20) Ley de Reorganización de la Dirección Nacional de la Energía;
21) Ley Nacional de Energía;
22) Ley de Pesca y Caza Marítima;
23) Ley de Defensa de la Riqueza Forestal;
24) Ley que crearía el Centro Nacional de Investigaciones Agropecuarias;
25) Ley de Fomento de la Industria Nacional;
26) Ley que modificaría la Ley de Aduanas;
27) Ley de Bases de Creación del Cuerpo de Aduanas.
El plan planteaba la necesidad de prever y codificar en un solo cuerpo el conjunto de medidas que afectaban la exportación y la importación, reglamentando la tipificación, el envase y la certificación de la calidad de los productos exportables y estableciendo un régimen aduanero ajustado a las realidades de ese momento.
El plan presentaba una defensa del nacionalismo económico, un Estado moderadamente intervencionista en la economía a modo de planificación para el desarrollo industrial del país y el concepto de justicia social como extensión del Estado Benefactor.
Con impulso del Gral e Ingeniero Manuel Savio se estableció Plan Siderúrgico Nacional, que entre otros puntos creaba la Sociedad Mixta Siderúrgica Argentina (Somisa). La ley fue aprobada y promulgada en junio de 1947 con el número 12.987. La ley disponía la creación de una compañía mixta bajo control militar con un capital de 100 millones de pesos, el 80 por ciento del cual sería suministrado por el Estado. El objetivo inicial era una planta siderúrgica que estaría en actividad hacia 1951, con una capacidad de producción anual de 300 mil toneladas de hierro y productos terminados de varios tipos, inclusive acero laminado.
El objetivo del Plan Siderúrgico Nacional era que el Estado concentrara la producción de acero, los empresarios debían abocarse a desarrollar la industria laminadora, que efectivamente incrementó su capacidad instalada durante aquellos años, la industria pesada y la construcción de Somisa se convirtia en una prioridad de la política oficial.
se produjeron algunos cambios significativos en el plano económico. Los salarios, que habían aumentado considerablemente.se caracterizó por la profundización de políticas ya iniciadas, como la ampliación del mercado interno, la industrialización y la intervención estatal en la economía. Se implementó una política de industrialización que buscaba la independencia económica a través de la diversificación productiva y la expansión de las exportaciones.
A fines de los años cuarenta es creado el Instituto Aerotécnico (IA); en 1949 se diseñó el I.Ae. 33 Pulqui II, primer avión de caza a reacción de fabricado por una nación latinoamericana.
En la década de 1950 la Fábrica Militar produjo para la Fuerza Aérea Argentina los aviones I.Ae. 35 Huanquero e IA-50 Guaraní II. Después cesó su producción hasta el inicio de la producción del avión de ataque FMA IA-58 Pucará, que entraría en acción en el Operativo Independencia de 1975 y la guerra de las Malvinas de 1982.
En 1951 se creó la Dirección General Técnica y la Dirección General de Fábricas, en el marco del proceso de industrialización que avanzaba por la época. En el mismo año nació la empresa «Industrias Aeronáuticas y Mecánicas del Estado» (IAME), enfocada en la fabricación de automóviles.
Entre los objetivos trazados en la Política económica tendiente a la elevación del nivel de vida del pueblo: Supresión progresiva de los impuestos al consumo y a las actividades útiles. Moneda sana. 
1. Política de nacionalización de los servicios públicos y de fuentes de energía. Aprovechamiento de la energía hidroeléctrica.
2. Para prevenir de desocupación, planes orgánicos de obras públicas y de construcción de viviendas económicas. Reglamentación de la jornada de trabajo.
3. Represión de las maniobras que tienden a acaparar los instrumentos y materiales de producción y de trabajo y a encarecer el alimento, el vestido y la habitación.
4. Salario mínimo o vital. Régimen de asistencia y seguros sociales, jubilaciones y pensiones.
5. Defensa, ampliación y perfeccionamiento de las conquistas sociales y laborales obtenidas por los trabajadores, para hacer realidad la justicia social.
6. Reforma agraria; subdivisión de la tierra; estabilidad del colono; amparo del trabajador rural.
7. Fomento de la cooperación libre
8. Protección a la niñez y la ancianidad.

## Política educativa

### Enseñanza primaria y secundaria
Durante el gobierno peronista el número de inscriptos en las escuelas primarias y secundarias creció a tasas superiores a la de los años anteriores. En 1946 hubo 2 049 737 alumnos inscriptos en las escuelas primarias y 217 817 en las secundarias, en tanto que en 1955 fueron 2 735 026 y 467 199, respectivamente
El crecimiento más rápido de la escuela secundaria respecto de la primera indica que se produjo el acceso a la educación secundaria de la mayor parte de los hijos de clase media y de una parte significativa de los estratos altos de la clase trabajadora, lo que se ve confirmado por la circunstancia de que el mayor aumento se dio en la enseñanza comercial y técnica.
Durante los nueve años de gobierno de Perón, el presupuesto destinado a la Universidad de Buenos Aires se multiplicó por siete. La ley 13031 (1947) incluyó 115 artículos que trataban temas como carrera docente, régimen de alumnado, tareas y objetivos universitarios, y financiamiento. Reconoció la autonomía universitaria para el fomento de la cultura, la investigación y la formación profesional (art. 1). Fue derogada tras el golpe de 1955.(Broches, 2009)
En relación con el desarrollo de la política científica es importante destacar que el 17 de mayo de 1951, Perón firmó el decreto de creación del CNICyT (Consejo Nacional de Investigaciones Científicas y Técnicas), que fue un antecedente del Conicet. El 31 de mayo de 1951, Perón creó la CNEA (Comisión Nacional de Energía Atómica) y la DNEA (Dirección Nacional de Energía Atómica).
Como parte de las innovaciones pedagógicas en materia de educación superior, se destaca la creación de la Universidad Tecnológica Nacional y el incentivo que el gobierno peronista brindó a las escuelas técnicas. En términos de matrícula, en esos nueve años se triplicó la cantidad de estudiantes en todas las universidades nacionales: pasó de 51 272 estudiantes (en 1947) a 143 542 en 1955 (según Mangone y Warley, 1984, pág. 28).
Además, por primera vez se instauró un sistema de becas para estudiantes de bajos recursos a partir de un impuesto del 2 % sobre los sueldos establecido en los artículos 87 y 107 de la Ley n.º 13.013. Esto posibilitó que para el año 1956, Argentina fuera el país con mayor cantidad de estudiantes universitarios en toda América Latina (Buchbinder, 2005, pág. 161).
La enseñanza religiosa en las escuelas primarias y secundarias  fue abolida tras una votación en el Congreso Nacional el 16 de diciembre de 1954.En 1946 se produjo un punto de inflexión en el desarrollo de la estructuración del sistema educativo argentino, reformas que se vieron plasmadas en el Primer Plan Quinquenal. Durante esta etapa ae produjeron cambios profundos entre ellos incremento en el número de alumnos, el aumento de la tasa de alfabetización, la democratización del acceso a las universidades y la generalización de la educación secundaria.
Se produjo el acceso a la educación secundaria de la mayor parte de los hijos de clase media y de una parte significativa de los estratos altos de la clase trabajadora, especialmente en la enseñanza comercial y técnica.
El crecimiento más rápido de la escuela secundaria respecto de la primera indica que se produjo el acceso a la educación secundaria de la mayor parte de los hijos de clase media y de una parte significativa de los estratos altos de la clase trabajadora, lo que se ve confirmado por la circunstancia de que el mayor aumento se dio en la enseñanza comercial y técnica. El Congreso aprobó el Estatuto para el Personal Docente de los Establecimientos de Enseñanza Privada y el Consejo Gremial de Enseñanza Privada que igualaba los derechos de los docentes de escuelas privadas a los que gozaban los públicos.
Respecto a los Jardines de Infantes fue aprobada la ley Simini en 1946, que establece los lineamientos para la enseñanza preescolar destinada a los párvulos de tres a cinco años. En 1951, se sancionó la Ley de Estabilidad y Escalafón número 5651 que, fue aprobada por todos los sectores. En lo que respecta al salario docente, establecía que estaría determinado por la ley del presupuesto y que las bonificaciones periódicas corresponderían tanto a los titulares como a los suplentes. Sobre los ascensos, especificaba que los cargos superiores a vicedirector de primera categoría se designarían a través de concurso de oposición. A su vez, los docentes consiguieron integrar el tribunal de clasificaciones docentes. 

#### Enseñanza universitaria
En materia de política universitaria, durante su primera presidencia Perón impulsó medidas que tendieran a acercar a los sectores populares a la universidad pública. En 1948 envió al Congreso un proyecto de ley para crear la Universidad Obrera Nacional (actualmente denominada UTN), que fue creada por Ley 13.229 y puesta en funcionamiento en 1952, con centros en Buenos Aires, La Plata, Bahía Blanca y Avellaneda. El objetivo de la Universidad Obrera fue orientarla hacia la ingeniería productiva con regímenes de estudios gratuitos y que facilitaran el acceso de los jóvenes trabajadores. Las principales medidas de su gobierno fueron el ingreso irrestricto, la gratuidad y las becas, a fin de abrir la Universidad al pueblo, lo cual representaba toda una revolución sociocultural para la época. La gratuidad fue receptada en el decreto 29337 de 1949 (Broches, 2009). Durante el primer gobierno de Perón se coordinaron los planes de estudio, se unificaron las condiciones de ingreso a la Universidad, se crearon 14 nuevas universidades, se elevó el presupuesto desde 48 millones (1946) a 256 millones (1950). La gratuidad universitaria permitió que de 49 mil alumnos en 1946 se llegase a 96 mil en 1950. Se estableció la dedicación exclusiva para permitir a los profesionales investigar. Además, por primera vez se instauró un sistema de becas para estudiantes de bajos recursos a partir de un impuesto del 2 % sobre los sueldos establecido en los artículos 87 y 107 de la Ley n.º 13.013. Esto posibilitó que para el año 1956, Argentina fuera el país con mayor cantidad de estudiantes universitarios en toda América Latina (Buchbinder, 2005, pág. 161).

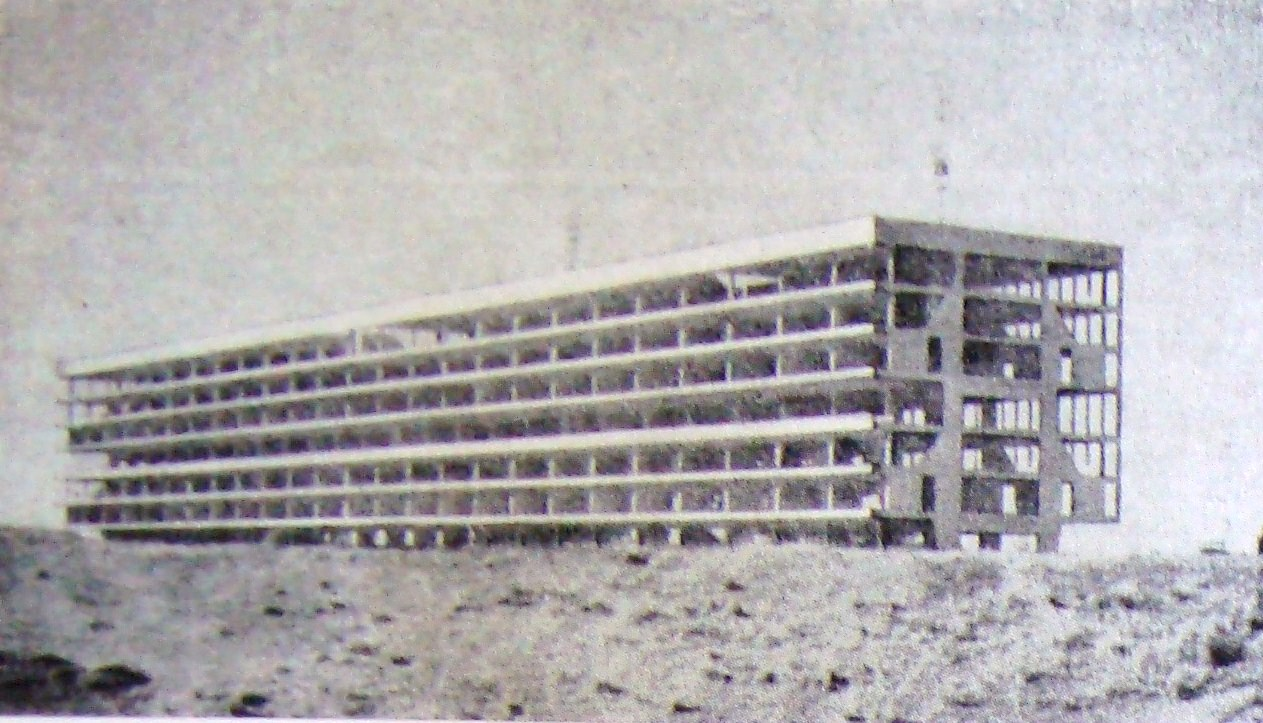
El bloque residencial de la Ciudad Universitaria, proyectado en 1949 y comenzado a construir ese año.

En 1949 decretó la gratuidad de la enseñanza pública universitaria (Decreto 29.337/1949); para 1955 la cantidad de estudiantes universitarios se triplicó.
Al anunciar el decreto Perón declaró:

Desde hoy quedan suprimidos los actuales aranceles universitarios en forma tal que la enseñanza sea absolutamente gratuita y esté al alcance de todos los jóvenes argentinos que anhelan instruirse para el bien del país.
Juan D. Perón

Durante su mandato se construyó también el edificio de la nueva Facultad de Derecho y se crearon las de Arquitectura y de Odontología, siempre de la Universidad de Buenos Aires. 

### Política en ciencias
Juan Domingo Perón visitó la ciudad de Córdoba, acompañado por el comandante en jefe de Aeronáutica, coronel Bartolomé de la Colina. En ese entonces se avanzó en la creación de dos nuevos centros militares, la Escuela de Especialidades, posteriormente Escuela de Suboficiales de Aeronáutica, y la Escuela de Tropas Aerotransportadas. Este hecho convirtió a Córdoba en punto clave de concentración e instrucción de jóvenes para la defensa del país. 
Se presentó además el avión argentino I.Ae. 22 DL mediante el vuelo de prueba realizado por el teniente Osvaldo Rovere. Las autoridades nacionales ordenarían una primera serie de 100 máquinas.
Ya en su segunda presidencia Perón creó el Consejo Nacional de Investigaciones Técnicas y Científicas (CONITYC) antecedente inmediato del Consejo Nacional de Investigaciones Científicas y Técnicas (Conicet) y se abrió una nueva sede regional de la Universidad Obrera en Tucumán. La creación del Instituto de Minería y Geología de la U.N.T. en la Provincia de Jujuy, a lo que le seguirían la creación de institutos en el campo de las artes, el derecho, la economía y la investigación científica. De este modo, también planificó la construcción de la Ciudad Universitaria en la sierra de San Javier, cuyas obras comenzaron en 1949.En el norte expandió la Universidad en la región, creando el Instituto de Geología y Minería, el Instituto de Biología de Altura y el Instituto de Medicina Popular, en Jujuy; la Escuela Técnica de Vespucio y el Instituto de Humanidades, en Salta; la Escuela de Agricultura en El Zanjón, en Santiago del Estero, por ejemplo. Incorporó a la UNT la Universidad Salesiana del Trabajo y creó el Servicio Médico Universitario.
Tras 15 años de democracias restringidas e intervenciones militares sobre los gobiernos civiles, en 1946 el Congreso sancionó una nueva Ley de Educación Superior que puso a las universidades bajo la órbita de las reglas de una democracia sin proscripción. Para eso, y marcando un hito en la historia de la legislación sobre educación superior, el peronismo dictó en 1947 la Ley N.º 13.031, denominada Ley Guardo, en honor al diputado justicialista creador de su articulado. Esta legislación sustituyó la ley N.º 1.597 de 1885,  comenzaron a incorporar dibujos, fotografías y textos laudatorios de Perón y Evita.
En 1949 con la intención de atender a algunos planteos de los universitarios e incorporar avances de la ley sancionada en 1947 y sentar las bases para una nueva Ley, se incorpora un artículo en la Constitución Argentina de 1949. En el año 1954 se sanciona una nueva Ley, la 14.297. En ella se incorporan algunos otros postulados de la Reforma Universitaria, como la definición de la extensión y la participación directa de los estudiantes, esta ley profundiza la participación estudiantil en el gobierno de las Facultades, otorgándoles el derecho al voto. En la Universidad Nacional de Tucumán se realizó profunda transformación, a través de múltiples creaciones y una vasta expansión regional, como la construcción de la Ciudad Universitaria, en el cerro San Javier; la fundación del Gymnasium Universitario, en 1948. La creación en 194 del Instituto de Minería y Geología de la U.N.T. en la Provincia de Jujuy. Se planificó la construcción de la "Ciudad Universitaria" en la Sierra de San Javier, cuyas obras comenzaron en 1949.
Expandió la Universidad en el interior del país creando el Instituto de Geología y Minería, el Instituto de Biología de Altura y el Instituto de Medicina Popular, en Jujuy; la Escuela Técnica de Vespucio y el Instituto de Humanidades, en Salta; la Escuela de Agricultura en El Zanjón, en Santiago del Estero, por ejemplo. Incorporó a la UNT la Universidad Salesiana del Trabajo y creó el Servicio Médico. En 1946, bajo la presidencia de Juan Domingo Perón, y debido a la creciente industrialización de la Argentina durante la Segunda Guerra Mundial, se creó la Comisión Nacional de Aprendizaje y Orientación Profesional (CNAOP) y se fundaron escuelas-fábricas destinadas a la capacitación de operarios. De esta manera, por medio de la Ley 13.229 del año 1948 se creó la Universidad Obrera Nacional (UON). Hacia 1955 ya tenía institutos en Capital federal, Córdoba, Mendoza, Santa Fe, Rosario, Bahía Blanca, La Plata y Tucumán. Los planes de estudio privilegiaban especialidades tales como las construcciones mecánicas, los automóviles, la industria textil, y las instalaciones eléctricas.
El 22 de noviembre de 1949, el presidente Perón dispuso por decreto n.º 29.337 la gratuidad de la enseñanza pública universitaria.
Por esta razón, en 2007, la presidenta Cristina Fernández de Kirchner declaró que el 22 de noviembre fuera considerado como Día Nacional de la Gratuidad Universitaria.
La reforma constitucional de 1949 dispuso que

Las universidades tienen el derecho de gobernarse con autonomía, dentro de los límites establecidos por una ley especial que reglamentará su organización y funcionamiento.

 Tras 15 años de democracias restringidas e intervenciones militares sobre los gobiernos civiles, en 1946 el Congreso sancionó una nueva Ley de Educación Superior que puso a las universidades bajo la órbita de las reglas de una democracia sin proscripción. Para eso, y marcando un hito en la historia de la legislación sobre educación superior, el peronismo dictó en 1947 la Ley N.º 13.031, denominada Ley Guardo, en honor al diputado justicialista creador de su articulado. Esta legislación reemplazo a la reducida Ley N.º 1.597 de 1885, “Ley Avellaneda”, que ofició de marco legal hasta entonces.
En 1949 con la intención de incorporar avances de la ley sancionada en 1947 y sentar las bases para una nueva ley, se incorporó un artículo en la constitución argentina de 1949. En el año 1954 se sancionó una nueva ley, la 14.297. En ella se incorporaron algunos otros postulados de la Reforma Universitaria, como la definición de la extensión y la participación directa de los estudiantes. Según Susana Roldán esta ley profundizó la participación estudiantil en el gobierno de las facultades, otorgándoles el derecho al voto.
Según el historiador Félix Luna continuó vigente la ley 13.031, aprobada en 1947, para regir el gobierno de las universidades, a las que convertía en una dependencia del Poder Ejecutivo.
En el interior del país se fundó la Facultad de Agronomía y Zootecnia (1947); Ciencias Económicas (1947); Medicina (1949); Arquitectura y Urbanismo (1949); Filosofía y Letras (1949)y Ciencias Naturales (1952). Estas unidades académicas se completaban con siete escuelas superiores (Odontología, Enfermería, Ingeniería Azucarera, Educación Física, Artes Plásticas, Artes Musicales, algunas convertidas en facultades en los años posteriores), y las seis escuelas medias dependientes de la Universidad. La gestión de Descole se plasmó en la formación de nuevas instituciones, como la Escuela de Medicina en octubre de 1949, la Escuela de Agronomíaen diciembre de 1947 y la Escuela de Ciencias Económicas. Además de estos organismos, la administración del Rector Decole creó el Departamento de Educación Física en febrero de 1947 y el Instituto de Periodismo, del cual dependía la redacción de un diario matutino denominado "El Trópico", desde cuyas páginas se ilustraba sobre las transformaciones políticas y sociales que marcaron la primera presidencia de Juan Domingo Perón.el 22 de noviembre de 1949 fue el signo y el gesto de un gobierno que consideró a la educación universitaria como un derecho social que sería incorporado más tarde a la constitución nacional.
Hubo una mejora notable en la infraestructura ya que en Buenos Aires se construyó el edificio de la nueva Facultad de Derecho y se crearon de Arquitectura y de Odontología así como la Universidad Tecnológica, además de remodelar sedes en el interior del país. Se estableció por decreto 22/1949 la gratuidad de la enseñanza y ello fue un factor que coadyuvó a que entre 1945 y 1955 se triplicara el número de alumnos si bien la cantidad de graduados tuvo escasa variación.
El 17 de mayo de 1951, por Decreto 9695/1951, creó el Consejo Nacional de Investigaciones Técnicas y Científicas (CONITYC) antecedente inmediato del Conicet (Consejo Nacional de Investigaciones Científicas y Técnicas).
Por otro lado, el gobierno aprobó el Plan Analítico de Construcciones Universitarias en 1948 con el objetivo de centralizar y unificar las obras ―la Facultad de Derecho― y se creó la Subsecretaría Universitaria dependiente de la Secretaría de Educación en 1949. Se crearon 14 nuevas facultades en las 5 universidades existentes, en la Universidad de Buenos Aires se crearon la carrera de Odontología, Arquitectura y Urbanismo. Se crearon una innumerable cantidad de Institutos en todas las facultades. En la Facultad de Filosofía y Letras se creó
el Instituto de Filosofía (1947),
el Instituto de Geografía (1947) y
el Instituto de Ciencias Antropológicas (1948).
En la misma facultad, el Consejo Directivo aprobó el 24 de noviembre de 1952 la creación de una Comisión Honoraria Pro-Restauración del Pucará de Tilcara, con el objetivo de instalar un museo arqueológico y una residencia para estudiantes y profesores (Archivos de la Facultad de Filosofía y Letras, 24 de noviembre de 1952).

## Política sanitaria

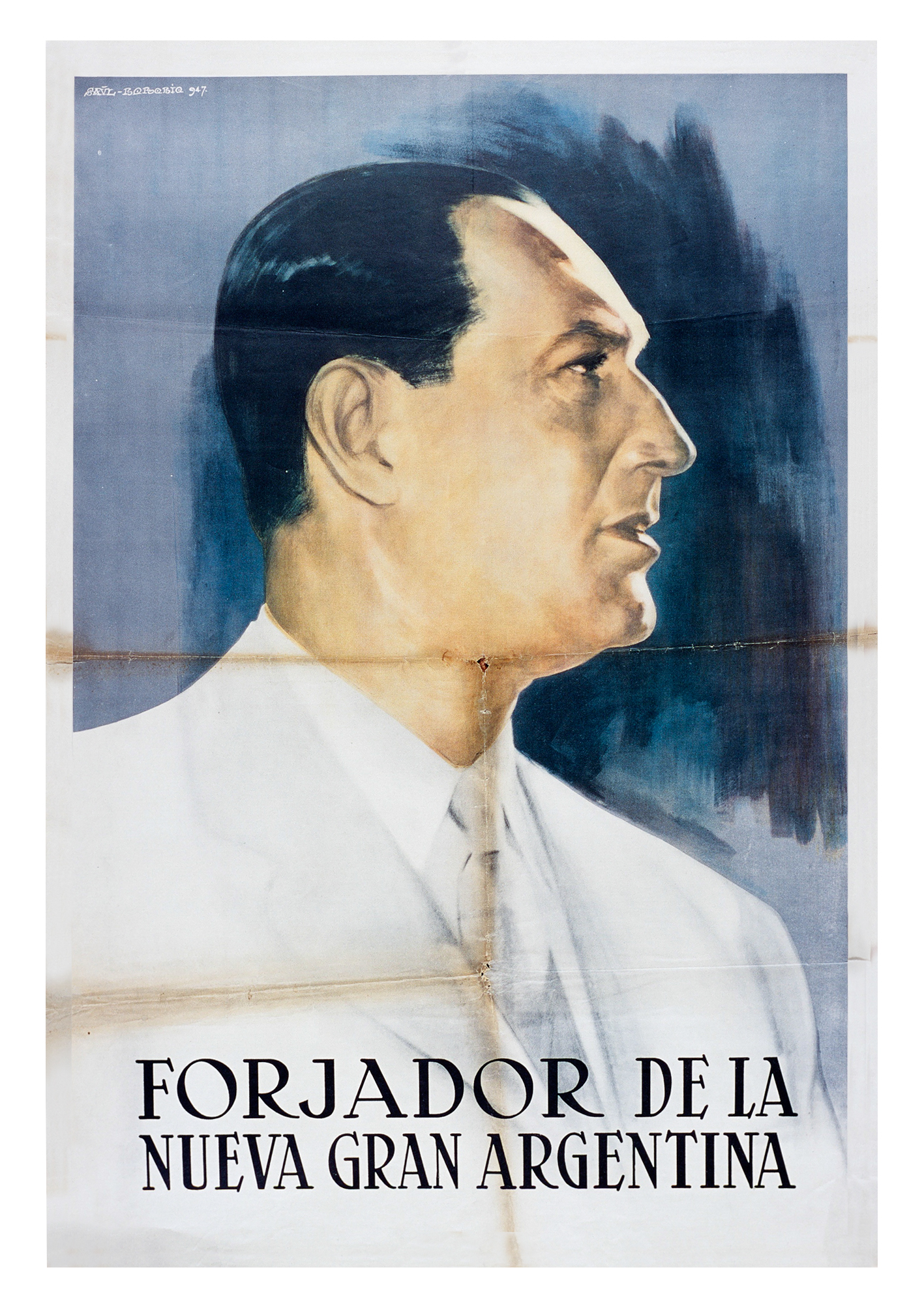
Forjador de la Nueva Argentina (1948), pintado por Raúl Manteola, expuesto en el Museo del Bicentenario.

En 1946 Dr. Ramón Carrillo fue designado Secretario de Salud Pública y en 1949 al crearse nuevos ministerios pasó a ser ministro del área. Desde su cargo trató de llevar a cabo un programa sanitarista que se dirigía hacia la creación de un sistema unificado de salud preventivo, curativo y de asistencia social de carácter universal en el cual el Estado cumpliría un papel preponderante. En cuanto a la política
sanitaria se caracteriza por la expansión de centros hospitalarios y la implementación de estrategias sanitarias a nivel nacional dirigidas
por la Secretaría de Salud Pública. Carrillo decidió dedicarse a atacar las causas de las enfermedades desde el poder público a su alcance. Bajo una concepción ideológica que privilegiaba lo social sobre el lucro individual permitió avanzar en planos como la mortalidad infantil que del 90 por mil en 1943 bajó al 56 por mil en 1955. En tanto que la tuberculosis de 130 cada cien mil en 1946 a 36 cada cien mil en 1951 .Desde la gestión se comenzaron a cumplir normas sanitarias incorporadas en la sociedad argentina como las campañas masivas de vacunación (antivariólica y antidiftérica) y la obligatoriedad del certificado para la escuela y para realizar trámites. Se implementaron campañas masivas a nivel nacional contra la fiebre amarilla, las enfermedades venéreas y otros flagelos. Al frente de la Secretaría de Salud llevó a cabo una campaña exitosa para erradicar el paludismo, dirigida por los doctores Carlos Alberto Alvarado y Héctor Argentino Coll; la creación de EMESTA, primera fábrica nacional de medicamentos; y el apoyo a los laboratorios nacionales por medio de incentivos económicos para que los remedios estuviesen disponibles para toda la población. Durante su gestión se inauguraron casi quinientos nuevos establecimientos sanitarios y hospitales (lista incompleta, cubriendo sólo el periodo 1946-1952, en2), como el Hospital de Roque Sáenz Peña, Chaco, Hospital de Jobson-Vera, Santa Fe, Hospital de Pinto, Santiago del Estero; Hospital de Chos Malal, Hospital de Valcheta, Río Negro, el Hospital de Cruz del Eje y el Instituto de Gastroenterología, Hemoterapia y de Dermatología de Capital Federal.
La acción gubernamental comportó un mejoramiento sustantivo en las condiciones de la salud pública. También el periodo se caracterizó por la constitución o el afianzamiento de las obras sociales de los sindicatos, especialmente aquellos con mayor número de afiliados tales como los ferroviarios y los bancarios. El número de camas en hospitales que era de 66.300 en 1946 (4 cada 1000 habitantes) pasó en 1954 a 131.440 (7 cada 1000 habitantes). Se hicieron campañas para combatir enfermedades endémicas como el paludismo, la tuberculosis y la sífilis utilizando a gran escala los recursos del DDT para el primero y la penicilina para las últimas y se acentuó la política sanitaria en las escuelas al hacer obligatoria la vacunación en su ámbito. Aumentó el número de camas existentes en el país, de 66.300 en 1946 a 132.000 en 1954. Erradicó, en sólo dos años, enfermedades endémicas como el paludismo, con campañas sumamente agresivas. Hizo desaparecer prácticamente la sífilis y las enfermedades venéreas. Creó 234 hospitales o policlínicas gratuitos. Disminuyó el índice de mortalidad por tuberculosis de 130 por 100.000 a 36 por 100.000. Terminó con epidemias como el tifus y la brucelosis. Redujo drásticamente el índice de mortalidad infantil del 90 por mil a 56 por mil.
En 1942 unos 6,5 millones de habitantes tenían provisión de agua corriente y 4 millones, servicios cloacales, y en 1955 los beneficiarios eran 10 millones y 5,5 millones respectivamente. La mortalidad infantil que era de 80,1 por mil en 1943 bajó a 66,5 por mil en 1953 y la esperanza de vida que era de 61,7 años en 1947 subió a 66,5 años en 1953.

## Política deportiva
Durante su gobierno el deporte alcanzó un alto grado de desarrollo, se lanzó los Torneos Nacionales Evita, la unificación en 1947 de la Confederación Argentina de Deportes (CAD) con el Comité Olímpico Argentino (COA), la presencia de centenares de deportistas en el exterior compitiendo en diferentes disciplinas, la promoción de deportes no tradicionales, la organización del mundial de básquet de 1950, de los Juegos Panamericanos de 1951, del auspicio estatal a Juan Manuel Fangio, fueron los primeros eslabones de una política deportiva a nivel nacional.El piloto Juan Manuel Fangio ganó cinco campeonatos mundiales en Fórmula 1. La Selección argentina de básquetbol masculino se adjudicó el primer Campeonato Mundial y el boxeador Pascual Pérez, se convirtió en el primer campeón mundial argentino, iniciando una larga saga de campeones, que harían de Argentina una potencia en el boxeo profesional. En la misma época, la pelota paleta argentina, ganó las dos medallas de oro en juego de esa especialidad en el primer Campeonato del Mundo de Pelota Vasca, dominando la disciplina desde entonces hasta la actualidad. Los Juegos Olímpicos de Helsinki 1952 marcaron la mayor época de esplendor de los Juegos Olímpicos para la Argentina, luego de estos juegos Argentina no volvería a ganar tantas medallas de oro hasta los Juegos Olímpicos de Atenas 2004, para 1956 la delegación presentó sólo 28 deportistas, la cantidad más reducida de la historia del país y fueron los primeros juegos que Argentina no ganó ninguna medalla de oro.
Durante el primer gobierno de Juan Domingo Perón se organizaron 
Los I Juegos Panamericanos se realizaron en la ciudad de Buenos Aires, Argentina, del 25 de febrero al 9 de marzo de 1951.
Durante esta competición multideportiva, se disputaron veinte disciplinas deportivas entre 19 países durante dos semanas de competencias en recintos deportivos ubicados en la capital argentina y el Gran Buenos Aires: Campo de Mayo, Avellaneda, Tigre

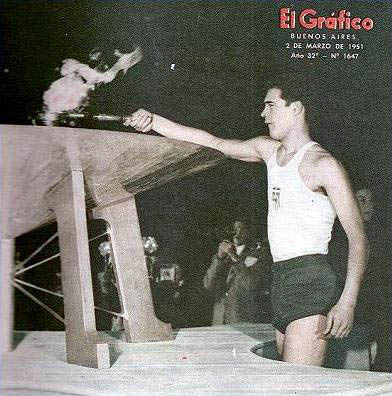
El atleta griego Aristidis Roubanis encendió el primer pebetero panamericano de la historia en Buenos Aires 1951.

El primer fuego panamericano de la historia llegó desde Olimpia, Grecia en un vuelo especial de Aerolíneas Argentinas que aterrizó en el Aeropuerto Internacional de Ezeiza pocas horas antes de la inauguración oficial de los I Juegos Panamericanos el 25 de febrero de 1951.

## Política territorial
Durante esta etapa se hizo énfasis en el desarrollo de los Territorios Nacionales. En el extremo patagónico se promovió la radicación de capitales y fomentó el turismo en la zona de Tierra del Fuego; para esto llevó a cabo un plan de construcción en escuelas y centros navales de Buenos Aires. Se creó el parque nacional Tierra del Fuego. Construyó hosterías y hoteles: la hostería Ramaikén a orillas del lago Fagnano, la hostería Alakush en el parque nacional, cercana al lago Roca, y el hotel Presidencial en Ushuaia. Durante su gobernación Río Grande consiguió luz eléctrica, se comenzó a construir el primer sistema de alcantarillado y agua potable en Ushuaia y se refaccionó la Casa de Gobierno para darle un aspecto alpino y se iniciaron las primeras misiones periódicas a la Antártida.
Entre 1951 y 1955 fueron provincializados los nueve territorios restantes, creándose ocho provincias: Chubut,  La Pampa, Formosa, Misiones, Neuquén, Santa Cruz, Chaco y Río Negro. La ley N.º 14037 del 8 de agosto de 1951 dispuso la provincialización del territorio nacional del Chaco, que se constituyó por medio de una convención elegida democráticamente por su población que sesionó entre el 17 y el 21 de diciembre de 1951 y sancionó su constitución

## Derechos humanos

### Derechos de la ancianidad
El 28 de agosto de 1948, Eva Perón anunció el Decálogo de los Derechos de la Ancianidad aprobado por Decreto 32.138/48: a) Derecho a la asistencia; b) Derecho a la vivienda; c) Derecho a la alimentación; d) Derecho al vestido; e) Derecho al cuidado de la salud física; f) Derecho al cuidado de la salud moral; g) Derecho al esparcimiento; h) Derecho al trabajo; i) Derecho a la expansión; j) Derecho al respeto. El Decálogo fue incluido en la Constitución Nacional al año siguiente.
El peronismo fue pionero en el reconocimiento mundial de los derechos de las personas mayores, proponiendo ese mismo año su reconocimiento en la Asamblea de las Naciones Unidas, que recién los reconocería en 1991 al aprobar los Principios de las Naciones Unidas en Favor de las Personas de Edad.
Buscando el desarrollo del sur se iniciaron grandes inversiones en la petrolera estatal YPF; durante su gestión, la empresa aumentó significativamente la producción de petróleo, y gas  mediante el Plan Quinquenal se lanzó un plan para aumentar la producción, YPF resultando en un incremento de la producción de petróleo y derivados saltando de menos de 300.000 metros cúbicos en 1946 a casi 3.010.000 de metros cúbicos en 1950, la empresa sextuplicó los montos invertidos en exploración y producción, quintuplicando el promedio anual invertido entre 1930/1945, junto con el descubrimientos de nuevos gas y petróleo no convencional en Neuquénn, Chubut y Santa Cruz. Junto con la modernización de la refinerías de La Plata y Mar del Plata que aumentaron un 75% promedio que se sentaron las bases para el boom petrolero posterior inaugura el complejo de refinerías Dock Sud, el cual sería el segundo mayor del continente al momento de su construcción.

### Igualdad entre hombres y mujeres

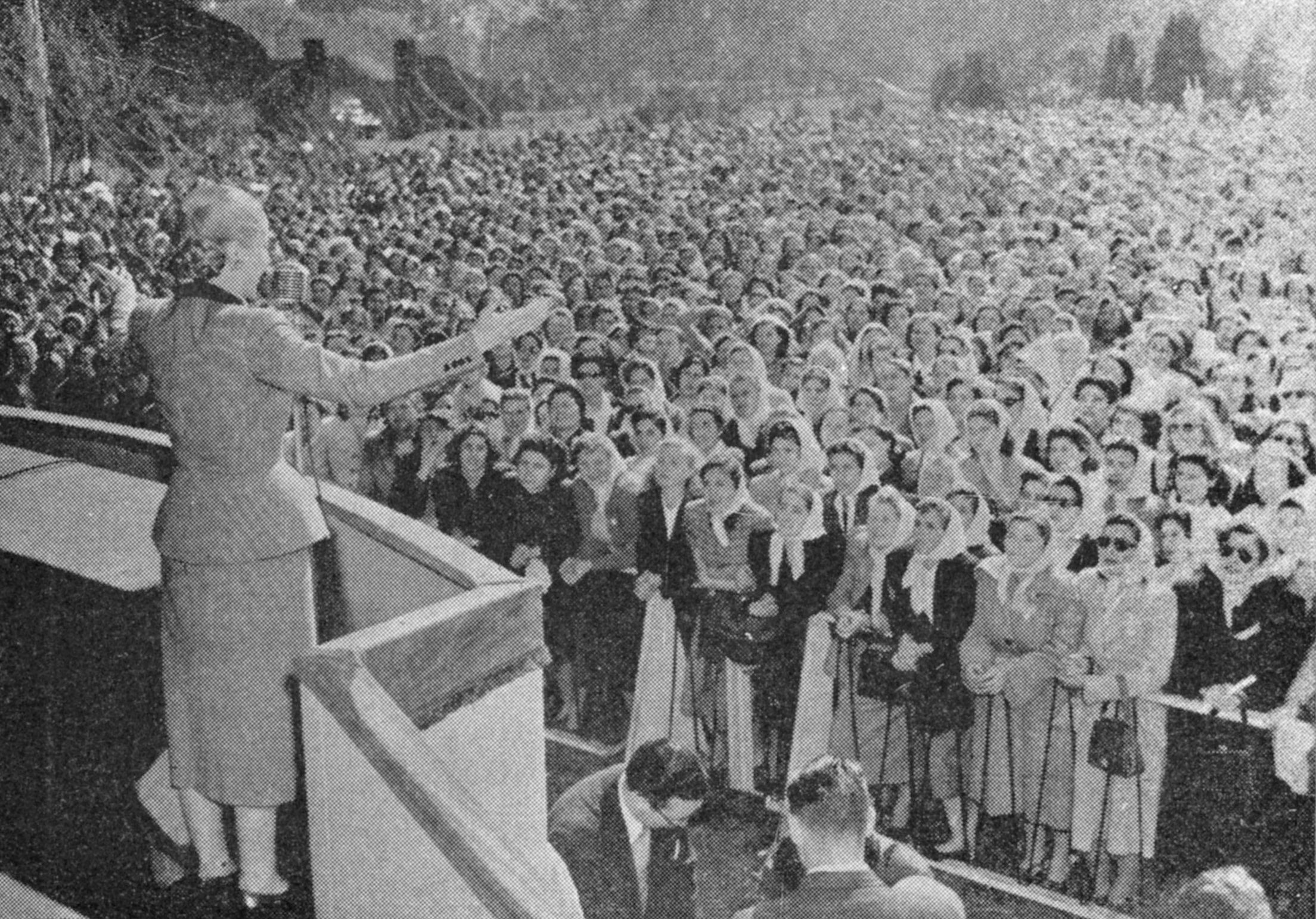
Eva Perón hablándole a una multitud de mujeres.

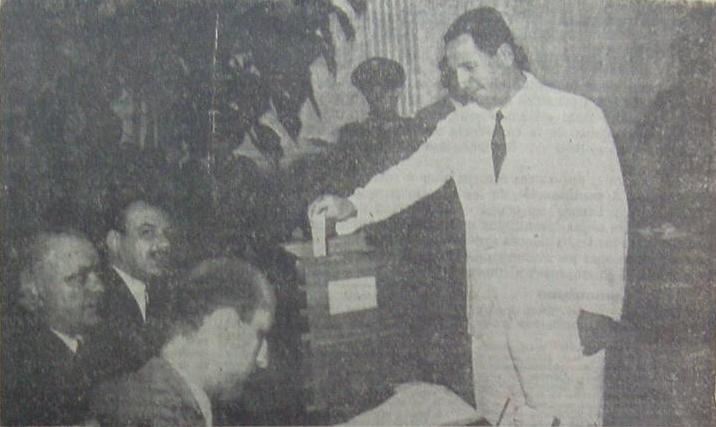
Perón votando en 1946.

Durante el primer gobierno de Perón se produjo un cambio histórico en lo que respecta al reconocimiento de los derechos de la mujer. Se incorporaron al máximo texto jurídico los nuevos derechos sociales como también el voto femenino, que había sido aprobado en 1947, y que reivindicaba a la mujer hasta entonces marginada de la vida política argentina.

#### El sufragio femenino
En 1947, se sancionó la ley reconociendo a todas las mujeres mayores de 18 años el derecho a votar y ser votadas (sufragio femenino), existiendo recién entonces sufragio universal en la Argentina. El derecho ya había sido reconocido en San Juan por la reforma constitucional de 1927. A nivel nacional, el derecho al voto venía siendo reclamado por las mujeres desde 1907, cuando Alicia Moreau y otras mujeres fundaron el Comité Pro Sufragio Femenino. Sin embargo ni la Unión Cívica Radical ni los conservadores apoyaron institucionalmente el reclamo y los proyectos presentados fueron sistemáticamente rechazados. En su rol Eva Perón (Evita) jugó un papel importante. Luego del 17 de octubre de 1945, a propuesta de Evita, Perón desde su cargo de vicepresidente, intentó sancionar la ley del voto femenino. Sin embargo las resistencias tanto dentro de las Fuerzas Armadas en el gobierno, como de la oposición, que alegaba intenciones electoralistas, frustraron el intento.
También influyó el hecho de que la influencia de Evita dentro del peronismo era relativamente débil antes del 24 de febrero de 1946.
Luego de las elecciones de 1946, Evita comenzó a hacer abierta campaña por el voto femenino, a través de mítines de mujeres y discursos radiales, al mismo tiempo que su influencia dentro del peronismo crecía. El proyecto de ley fue presentado inmediatamente después de asumido el gobierno constitucional (1 de mayo de 1946). A pesar de que era un texto brevísimo en tres artículos, que prácticamente no podía dar lugar a discusiones, el Senado recién dio media sanción al proyecto el 21 de agosto de 1946, y hubo que esperar más de un año para que la Cámara de Diputados sancionara el 9 de septiembre de 1947, la Ley 13.010 de sufragio femenino, estableciendo la igualdad de derechos políticos entre hombres y mujeres.

#### Igualdad jurídica en el matrimonio y la patria potestad
La igualdad política de hombres y mujeres, se complementó con la igualdad jurídica de los cónyuges y la patria potestad compartida que garantizó el artículo 37 (II.1) de la Constitución de 1949. El texto fue directamente escrito por Eva Perón. En 1955 la Constitución fue derogada, y con ella la garantía de igualdad jurídica entre el hombre y la mujer en el matrimonio y frente a la patria potestad, reapareciendo la prioridad del hombre sobre la mujer. La reforma constitucional de 1957 tampoco reincorporó esta garantía constitucional, y la mujer argentina permaneció discriminada legalmente hasta que se sancionó la ley de patria potestad compartida en 1985, durante el gobierno de Raúl Alfonsín.

### Derechos de los trabajadores
En la reforma constitucional de 1949 el peronismo incluyó los derechos de los trabajadores, que se perdieron cuando la dictadura antiperonista que tomó el poder en 1955, derogó por proclama militar la Constitución Nacional. La reforma constitucional de 1957 restituyó algunos derechos laborales y agregó otros. Esos derechos son: Tener condiciones dignas de trabajo, jornada laboral limitada, descanso y vacaciones pagadas, retribución justa, salario mínimo vital y móvil, y protección contra el despido arbitrario.

### Derechos de la niñez
En la reforma constitucional de 1949 el peronismo incluyó los derechos de la niñez, que se perdieron cuando la dictadura antiperonista que tomó el poder en 1955, derogó por proclama militar la Constitución Nacional. Diez años después las Naciones Unidas aprobaría la Declaración de los Derechos del Niño.

### Derechos políticos de los habitantes de los territorios nacionales
En la reforma constitucional de 1949 el peronismo incluyó por primera vez los derechos políticos de los habitantes de los territorios nacionales, que hasta ese momento no tenían derecho a elegir al Poder Ejecutivo, ni a sus representantes en el Congreso de la Nación. En la segunda presidencia de Perón, todos los territorios nacionales fueron provincializados, otorgándole de ese modo derechos políticos plenos a sus habitantes. La dictadura antiperonista que tomó el poder en 1955 anularía algunas de las nuevas provincias, quitándole a sus habitantes los derechos políticos, en algunos casos hasta el gobierno peronista de Carlos Menem en 1991.

### Habeas corpus
El primer peronismo incluyó el habeas corpus en la Constitución Nacional, con el fin de garantizar la libertad de los ciudadanos frente a las detenciones arbitrarias por parte del Estado. El habeas córpus sería quitado de la Constitución por la dictadura antiperonista que tomó el poder en 1955, y recién sería repuesto constitucionalmente reforma constitucional de 1994, durante la presidencia de Carlos Menem.

### Derecho de reunión
El primer peronismo incluyó el derecho de reunión en la Constitución Nacional, con el fin de garantizar la libertad de los ciudadanos para movilizarse y manifestar colectivamente. La Constitución de 1853/1860 había establecido un sistema estrictamente representativo, restringiendo el derecho de reunión, prohibiendo la deliberación de los ciudadanos y las reuniones de personas para peticionar en nombre del pueblo (art. 22). El derecho de reunión sería quitado de la Constitución por la dictadura antiperonista que tomó el poder en 1955 y nunca más sería repuesto en la Constitución argentina.

### Prohibición de las diferencias raciales
El primer peronismo prohibió las diferencias raciales en la Constitución Nacional, con el fin de combatir el racismo. La prohibición sería anulada por la dictadura antiperonista que tomó el poder en 1955 y nunca más sería repuesto en la Constitución argentina.
Cómo parte de los derechos laborales se estableció el turismo social. El complejo Chapadmalal, una de las mayores expresiones de turismo social, que se comienza a desarrollar en 1944, tiene el mismo modelo que Embalse Río Tercero. La idea de Chapadmalal surge del Gobierno nacional como centro recreativo para empleados estatales, para ello, Perón amplía el alcance de las vacaciones pagas a todos los trabajadores del país. A través de los ferrocarriles nacionalizados se convierten en los grandes difusores de los destinos recreativos ya que no sólo los promueven, sino que impulsan a que se construyan decenas de hoteles. 
En su paso como ministro de Interior en 1945, buscó el desarrollo del mercado aerocomercial en el país. LASO y LANE se fusionaron, convirtiéndose en LADE (Líneas Aéreas del Estado). En 1945 Juan Domingo Perón crea la Secretaría de Aeronáutica y se unifican las líneas estatales L.A.S.O., L.A.N.E. y S.A.D.E. bajo la denominación de L.A.D.E. (Líneas Aéreas del Estado).
El 7 de diciembre de 1950 crea oficialmente Aerolíneas Argentinas Empresa del Estado, por intermedio del Ministerio de Transporte argentino. La formación de la nueva empresa pública fue vista como una medida tomada justo a tiempo, puesto que la Segunda Guerra Mundial estaba llegando a su fin y la aviación comercial estaba por entrar en una etapa de mayo crecimiento. En 1946 tras gestiones de Perón llegaron a la Argentina los primeros Douglas DC-3 y se creó la primera línea intercontinental argentina, FAMA (Flota Aérea Mercante Argentina).
Argentina había sido históricamente un país improtador de gas y carbón. Por iniciativa del ingeniero Julio V. Canessa, designado por YPF como Director de los servicios de gas para la Ciudad de Buenos Aires, la empresa comenzó a instalar redes de captación de gas en sus yacimientos de Comodoro Rivadavia. El 1 de enero de 1946, durante el gobierno de Juan Domingo Perón se creó la Dirección Nacional de Gas del Estado en forma independiente a la petrolera estatal, siendo su primer director al ingeniero Canessa. Hasta el momento el [gas de alumbrado]] se obtenía a partir de carbón de hulla importado del Reino Unido, hecho que derivaba en elevados costos. Canessa convenció al presidente Perón de la necesidad de reemplazar las importaciones de gas que se podía obtener en Comodoro Rivadavia. El 1 de enero de 1947 el presidente Juan Domingo Perón y Julio V. Canessa soldaron el primer caño de un gasoducto que iría de Llavallol a Comodoro Rivadavia. Se optó por comenzar la construcción del gasoducto en el Gran Buenos Aires y no en el lugar de obtención del lugar del gas porque así se evitaban las interferencias de empresas extranjeras y aseguraba la terminación de la obra, puesto que si empezaba en Comodoro Rivadavia podría ser desviada, pero si partía desde el lugar de destino indefectiblemente debería llegar a una fuente de gas.

## Política cultural

### Relación con la prensa
Cuando Perón asumió el gobierno muy pocos periódicos lo apoyaban: Democracia, El Laborista y La Época. Según Félix Luna mediante beneficios y presiones Comisión Visca fue adquiriendo Democracia, La Razón, Crítica y Noticias Gráficas y el conglomerado Haynes que reunía al diario El Mundo y la radio del mismo nombre.

Mientras que los diarios se circulación nacional ―La Nación y Clarín― permanecieron opositores.
Se dictó la primera Ley de Radiodifusión del país (14241/53) en 1953, la cual define al servicio como de «interés público», crea el Ministerio de Comunicaciones, establece la necesidad de 70 % de capital nacional a los licenciatarios, decreta las licencias por 20 años con la posibilidad de prórroga En 1949 se abre un proceso de desacato David Michel-Torino, propietario del diario El Intransigente de la ciudad de Salta.En los años 50, continuarían los experimentos culturales con las FM argentinas.
La llegada al poder en 1945 de Juan Domingo Perón influyó en grandes cambios en varias áreas, entre ellas la música argentina y nuevas vanguardias. En 1949 Perón aprobó la ley 3371/1949 "de Protección de la Música Nacional", el cual establecía que en lugares públicos debía haber un 50% de música hecha por artistas argentinos. En 1950 el folklore y el tango: se convirtian en la música más populares del país por ensima de los géneros importados. Del total de sencillos lanzados ese año, 21% eran de tango y 17% de folklore; y en el total de partituras lanzadas ese año, 30% eran de tango y 25% de folklore.
La cinematografía se vio beneficiada por la puesta en marcha de tres medidas: la obligatoridad de la exhibición de películas argentinas en todo el país (Ley 1299/47), la reglamentación de la ley de protección a la industria cinematográfica (Decreto 16688/50) y la protección a la industria cinematográfica (Decreto 11731/52). logrando como resultado que en 1950 se producen 58 películas; todo un récord de producción, expandiéndose a otros países de habla hispana, que batió récords de audiencia en buena parte del planeta. En el período 1946 - 1955, se reformulan tradiciones culturales populares, se integran influencias de los realismos europeos, pero básicamente se modalizan las propuestas del cine clásico de Hollywood. Estas políticas beneficiaron de distintas maneras a la industria
cinematográfica, el proceso favorecido además por las medidas distribucionistas que garantizaron un aumento del caudal de espectadores y posicionaron al cine como uno de los entretenimientos populares de mayor repercusión. Esta legitimación del sector se había acentuado, además, con la realización, en Mar del Plata, del primer Festival de Cine Argentino en el mes de marzo de 1948.
La prensa gráfica se favoreció con la ratificación de la ley del Estatuto del Periodista Profesional declarada en 1946.
En cuanto a la televisión, la primera transmisión se realizó desde Canal 7 el 17 de octubre de 1951 con la emisión de un acto político, el "Día de la Lealtad", realizado en Plaza de Mayo
Durante la época peronista hubo un crecimiento sin par de las actividades relacionadas con la industria editorial ―de la publicación de obras nacionales y de la edición de ejemplares― que si bien es posible detectarlo desde la década de 1930 se incrementó en porcentajes históricos durante el peronismo, mientras que «una buena parte de estas prósperas editoriales pertenecían o estaban directamente controladas por opositores al gobierno» (Neiburg, 1998, págs. 168-169).
Los años 1940 fueron una época de oro para la radiofonía, en cuanto a la censura fue derogada en 1949
el Reglamento de Radiocomunicaciones de 1935. Dicha norma, que proscribía el lenguaje popular,  prohibidos por la Dirección Nacional de Radiodifusión al considerar que bastardeaban el idioma, siendo dejada sin efecto en 1947 y derogada en 1949A fines de esta década, el Estado Nacional recuperó todas las licencias que estaban en manos privadas y extendió la creación de nuevas estaciones de radio a diferentes y variados medios en el interior del país.
Uno de los principales objetivos de Perón era lograr la independencia económica de Argentina, algo para lo que tomó diferentes medidas. El plan planteaba la necesidad de unificar las medidas que afectaban la exportación e importación. Estableció un programa mínimo de cinco años de obras y de inversiones necesarias para asegurar un suministro adecuado de materias primas, combustibles y equipos mecánicos, desarrollar racionalmente la industria y la agricultura del país.
Dado el nuevo orden internacional de postguerra llevó adelante la aplicación de medidas económicas que apelaban a la a industrialización mediante el apoyo estatal que se haga responsable de la tarea de dar un marco regulatorio para la libertad económica. El peronismo consideraba al Estado como un ente que debe colaborar a la formación de un orden económico  favoreciendo de esa manera al sector industrial y al empresarial y al mismo tiempo protegiendo a los trabajadores.
Se creó la empresa distribuidora Gas del Estado, para la distribución de aquel recurso. Se puso en marcha el primer gasoducto que conectó la ciudad de Comodoro Rivadavia con la Ciudad de Buenos Aires, de una longitud de mil seiscientos kilómetros. Fue inaugurado el 29 de diciembre de 1949, siendo el primero de su especie en Sudamérica y el más largo del mundo para ese momento, se construyó además sin financiamiento externo. Pero tras el golpe de Estado de 1955 no se llegaron a construir las válvulas y terminales para que el gasoducto fuera capaz de transportar gas a los hogares. A su vez, la reforma constitucional nacionalizó los yacimientos petroleros, haciendo así de YPF su encargado.

### Mantenimiento de la Ley de Residencia de 1902
Durante el gobierno peronista se intentó derogar la Ley de Residencia N.º 4144, que autorizaba al Poder Ejecutivo a expulsar inmigrantes extranjeros que comprometieran la seguridad nacional o perturbaran el orden público. La Ley había sido sancionada en 1902 a iniciativa del gobierno conservador de Julio Argentino Roca, según proyecto original de Miguel Cané y mantenida por los gobiernos radicales de Hipólito Yrigoyen (1916-1922; 1928-1930), Marcelo T. de Alvear (1922-1928) y Roberto M. Ortiz (1936-1940), siendo ampliamente utilizada contra el movimiento sindical.
El diputado peronista José Marotta propuso derogarla diciendo que “En el Parlamento argentino jamás se han sentado más trabajadores… no puede ser más propicio el momento para satisfacer esa acariciada y vieja aspiración. Es un deber ineludible en homenaje a tantos luchadores obreros que fueron mártires…”.. Cuando la oposición -incluido el diputado conservador Pastor- expresó su apoyo a la derogación de la ley, la mayoría peronista se opuso y el diputado peronista Alcides Montiel, sindicalista cervecero de origen socialista, fundaba su negativa en que "antes la ley nos sacrificaba a nosotros porque la manejaban ellos, ahora la ley la manejamos nosotros y no se debe temer arbitrariedades". Por su parte mientras presidía la Comisión de Asuntos Constitucionales de la Cámara de Diputados John William Cooke y el cuerpo trataba sobre la Ley de Residencia, afirmó que la ley sería útil contra los “extranjeros indeseables” que podían llegar al país en la posguerra y votó contra su derogación.
Durante el gobierno peronista, la Ley fue utilizada contra activistas extranjeros nazis y comunistas. Entre los casos en que fue aplicada se encuentran los alemanes nazis José Enrique Arzac Moya, Fritjof Schmidt, Claudio Joaquín Watjen y Juan Sigfrido Becker, el comunista paraguayo Obdulio Barthe, deportado a Paraguay. Francisco Guerreiro Apolonio, trabajador petrolero, a quien el gobierno argentino no le permitió viajar para refugiarse en Holanda y lo entregaron en Portugal a la policía del dictador fascista António de Oliveira Salazar.
 Se conoce la expulsión durante el gobierno peronista de 13 estudiantes peruanos en total, algunos de los cuales al llegar a su país fueron recluidos en el presidio El Frontón. Hilda Wajselfisz, estudiante de Bellas Artes nacida en Polonia fue detenida y deportada en 1954 por decreto reservado firmado por Perón y Ángel Borlenghi. Por su parte, el griego Kiriakos Kisikis fue extrañado en 1951 y quedó en el campo de concentración de Makronisos.

### Actos de violencia
En el marco del enfrentamiento frontal entre peronistas y antiperonistas, se produjeron violaciones de derechos humanos debido a la persecución de opositores ―en especial de comunistas por la Policía Federal, así como actos terroristas y movimientos golpistas, por parte de sectores de la oposición. En cuanto a los grupos terroristas, los más cuestionados fueron algunos sectores de la Marina de Guerra y los llamados «comandos civiles» o «comandos de hierro», que causaron con sus acciones la muerte de cientos de civiles. Los peronistas acusaban a los antiperonistas de participar en complots, actos terroristas e intentos de golpes de Estado.
Dispuso eliminar los grilletes y erradicar el uso del uniforme a rayas amarillo y negro que lucían los presos hasta el momento. También resolvió clausurar el penal de máxima seguridad de Ushuaia.
Uno de los primeros atentados fue sufrido en 1947 por el dirigente sindical y diputado nacional Cipriano Reyes (1906-2001), del Partido Laborista  en el atentado murió el chofer de Reyes y él mismo resultó herido. Poco después, Cipriano Reyes y otros dirigentes laboristas fueron detenidos bajo la acusación de estar planeando el asesinato de Eva Perón, siendo severamente torturados por la Policía Federal y condenados en un proceso en el que no se respetaron la garantías de los acusados.
Otros opositores que sufrieron tortura fueron el militante universitario socialista Luis Vila Ayres, Germán Pedro Sánchez, Jorge Fauzon Sarmiento, Luis Pujol, Francisco Elizalde y el abogado radical Juan Ovidio Zavala.
En el interior del país, Félix Luna afirma que el dirigente sindical Carlos Aguirre fue detenido y torturado 1949 en el marco de una huelga de trabajadores del azúcar hasta resultar muerto por la policía en los sótanos de la Casa de Gobierno de Tucumán.
Luego del atentado terrorista en la Plaza de Mayo del 15 de abril de 1953 en la que un grupo comando colocó una bomba durante una manifestación sindical organizada por la CGT, que asesinó a 5 trabajadores y dejó más de 90 heridos, sufrieron torturas el demócrata progresista Carlos Alberto González Dogliotti y el radical Roque Carranza (uno de los involucrados en el atentado terrorista, que resultaría ministro de Defensa de Raúl Alfonsín, en 1983)
―ambos responsables del ataque―, así como Yolanda J. V. de Uzal y los hermanos María Teresa y Jorge Alfredo González Dogliotti.
El 16 de junio de 1955 un grupo de militares y civiles ―entre los cuales se encontraba el dirigente radical Miguel Ángel Zavala Ortiz―, intentó un golpe de Estado que finalizó en el fracaso. En el curso del mismo, los golpistas ordenaron bombardear la Plaza de Mayo, causando la muerte de 364 civiles y más de 800 heridos. El hecho es conocido como el bombardeo de Plaza de Mayo y es una de las masacres más graves de la Historia argentina.
Fueron muchas las conspiraciones que se fueron tejiendo, casi todas ellas totalmente locas y sin ninguna posibilidad de concretarse, pero que de todos modos dan la idea de que por parte de la oposición tampoco existía la idea de un juego leal.</ref>
Por su parte los antiperonistas acusaba el proceder autoritario del gobierno, el control de los medios de comunicación y las acciones represivas.
Sobrevino el derrocamiento de Perón y la instauración de la dictadura militar denominada como Revolución Libertadora, la cual era apoyada por los sectores antiperonistas y la Iglesia. A los dos meses de sucedida, la conducción encabezada por el presidente de facto Eduardo Lonardi fue desplazada, el peronismo fue proscripto y hubo simpatizantes perseguidos, torturados y asesinados. Uno de los casos más renombrados fueron los Fusilamientos de José León Suárez, que dejaron como saldo la muerte de 18 militares y 13 civiles ejecutados sin juicio previo.
En 1949 el gobierno se inclinó a favor de la creación del Estado de Israel, la Argentina se constituyó en el primer país de América Latina que envió embajador a Tel Aviv. Ese mismo es designado como embajador Pablo Manguel, abogado laboralista judío, reconocido dentro de comunitaria judía.

## Política exterior

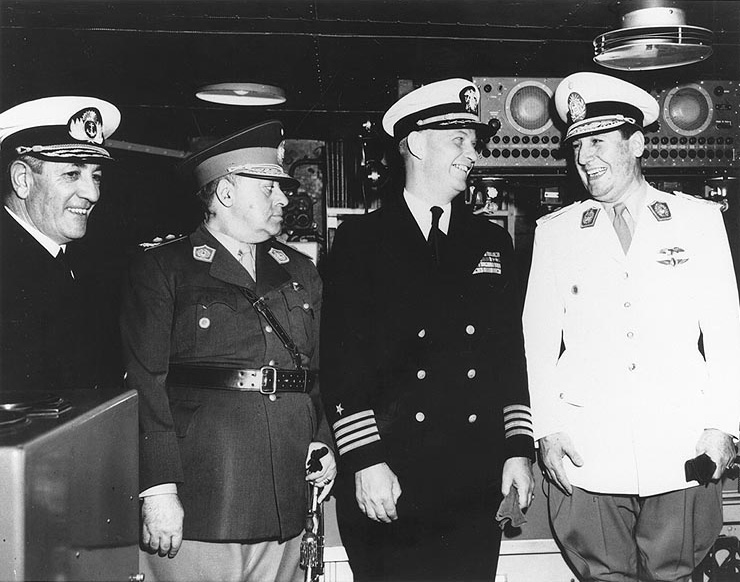
Perón visita el USS Huntington, parado en el puerto de Buenos Aires en 1948.

La política exterior del primer gobierno peronista, llevada adelante por el Canciller Juan Atilio Bramuglia]], se caracterizó por priorizar una política de alianzas sudamericanas, principalmente con Brasil, Chile y Paraguay, que permitieran establecer un grado de autonomía de Estados Unidos. Simultáneamente, frente a la Guerra Fría, Bramuglia estableció el principio de la tercera posiciónpor el que Argentina adoptó una postura de no alineamiento ante Estados Unidos, ni ante la Unión Soviética, anticipando el Movimiento de Países No Alineados fundado en 1961.
En el marco de la Segunda Guerra Mundial Estados Unidos abandonó la neutralidad en 1941 tras el ataque de Pearl Harbour y exigió que todos los países de América Latina siguieran su decisión. En sentido contrario Gran Bretaña impulsaba la neutralidad argentina y veía con desconfianza las presiones de Estados Unidos para obligar a la Argentina a entrar en guerra y llevar el conflicto a tierras sudamericanas. La declaración de guerra al Eje, decisión por la que había abogado el coronel Perón como vicepresidente de la Nación. Tras las elecciones en julio de 1946, liberaron el oro y los fondos argentinos del Banco Nación y del Banco Provincia bloqueados desde 1944. Además, la convocatoria a la Argentina para participar de la Conferencia de Río de Janeiro celebrada en 1947 fue acompañada por un cambio de actores diplomáticos relacionados con la política exterior estadounidense hacia Argentina.
Envío representantes a la Conferencia Interamericana que culminó con el Acta de Chapultepec (en 1945).
En ese marco participó en la Conferencia Interamericana para el Mantenimiento de la Paz y la Seguridad del Continente, inaugurada el 15 de agosto de 1947 en Petrópolis (Brasil) donde tuvo un papel destacado para sentar allí las bases para el Tratado Interamericano de Asistencia Recíproca. En cuanto a la definición de la zona de seguridad, el delegado argentino, Pascual La Rosa, pidió que se incluyera a las Islas Malvinas y la Antártida dentro de esta zona, cediendo tal vez a las presiones de los sectores nacionalistas civiles y militares. El comité militar especial formado por Argentina, Chile y los Estados Unidos, aceptó la propuesta argentina de incluir a las Islas Malvinas y a la Antártida dentro de la zona de seguridad del Tratado Interamericano de Asistencia Recíproca (TIAR) lo que reconocía la soberanía de las Islas Malvinas como parte de Argentina.
En 1948 la Argentina peronista es invitada a sumarse en la Organización de los Estados Americanos en 1949, y en la Organización de las Naciones Unidas al año siguiente.
Durante su mandato firmó tratados de comercio con varios países de América Latina, como por ejemplo Chile, Bolivia y Paraguay. Logró que la Organización de los Estados Americanos discutiera la soberanía argentina sobre las Islas Malvinas.Llevó adelante una delegación Londres, donde ofreció al gobierno británico la compra de las Malvinas. Fue uno de los impulsores del tratado ABC, en julio de 1953, Perón impulsó el tratado de Unión Económica Chileno-Argentina. En esta se procuraba ampliar el intercambio comercial mediante el aumento de los saldos exportables, la eliminación gradual de los derechos de aduana.
La misión que había realizado en Europa enviado en 1939 por el gobierno había dado a Perón una visión más directa de los acontecimientos que allí se estaban desarrollando tanto en lo relativo a la cuestión social, como al ascenso del intervencionismo estatal y a las relaciones de poder en que se desenvolvía el mundo.
La política exterior de Perón estuvo influida por su opinión de que en el mundo de posguerra Argentina tenía una posición privilegiada en su carácter de gran productora de alimentos que le significaba una oportunidad que debía aprovechar y consideraba que en un futuro no lejano ocurriera otro conflicto bélico de magnitud, si eso sucedía su posición sería aún más ventajosa.
Por otra parte eran muchos los que tenían la convicción de que Gran Bretaña ―con la que Argentina había mantenido una «relación especial» hasta el fin de la guerra― volvería a ascender al nivel prebélico de gran potencia y esto llevaba inevitablemente a una subvaloración del papel de los Estados Unidos como nueva potencia hegemónica mundial. 
Perón designó como ministro de Relaciones Exteriores en su primer gabinete al abogado laboralista Juan Atilio Bramuglia de formación socialista y la primera misión que le encargó Perón fue la reinserción de Argentina en el mundo. A poco de asumir el nuevo gobierno abrió el debate acerca de la posición que debía asumir Argentina frente a dos temas cruciales de política exterior, las Actas de Chapultepec y la creación de la Organización de las Naciones Unidas, al solicitar al Congreso de la Nación que tratara el decreto de adhesión a esos instrumentos.
Los legisladores peronistas asumieron en su mayoría una postura favorable a la adhesión rechazada por  sectores nacionalistas. El proyecto de ley tuvo entrada por el Senado, en el cual todos los integrantes eran oficialistas, que el 19 de agosto de 1946 aprobó la ratificación por unanimidad y pasó a la Cámara de Diputados para su tratamiento. Allí dentro de los dos bloques había quienes sostenían posiciones distintasEn el momento de la votación los opositores se abstuvieron para evitar que se hicieran evidentes sus diferencias internas y los peronistas aprobaron la adhesión.
El peronista Joaquín Díaz de Vivar y otros tres diputados del mismo sector presentaron un despacho pidiendo la aprobación de las Actas pero con reservas, otro peronista Eduardo Beretta se pronunciaba por la aprobación lisa y llana y los miembros radicales de la Comisión de Relaciones Exteriores mantenían una posición cercana a la de Díaz de Vivar. En contra de unirse a la ONU se pronunciaron los diputados conservador Reynaldo Pastor, Ernesto Sanmartino y Arturo Frondizi quienes rechazaron tanto el Pacto de las Naciones Unidas como las Actas de Chapultepec.
Con distintos matices buena parte de los diputados de la oposición opinaba en contra de la adhesión con objeciones que para Félix Luna eran muestra del asombroso «irrealismo de los opositores».
Su compañero de bancada Luis Dellepiane se preguntó: «¿Qué es lo que puede llevarnos a una vinculación con este edificio (ONU) que se derrumba?
Una de sus primeras medidas fue la firma del Pacto ABC con Brasil y Chile el 1.º de noviembre de 1951, para fomentar la cooperación exterior, la no agresión y arbitraje, uno de los primeros organismos internacionales latinoamericanos. Finalmente, a instancias de Argentina el 1.º de enero de 1953, el siete las naciones latinoamericanas suscribió al pacto sumándose al mecanismo de arbitraje. En 1952 Libia recién independizada a través de Oman al-Muntasir, hijo del líder de la independencia Libia y Argentina a través del Canciller Jerónimo Remorino, emitieron una resolución conjunta en la ONU condenando a Sudáfrica siendo la primera protesta diplomática formal contra el apartheid, si bien solo 27 países del bloque socialista y países árabes respaldaron la postura.
A través del servicio exterior de la Nación se desarrollaba funciones de promoción y fomento de las actividades productivas industriales, se firmaron convenios comerciales con otros países, en especial con aquellos que proveían a la Argentina de importaciones necesarias para su crecimiento industrial. Así, entre 1947 y 1949 se alcanzaron acuerdos comerciales con Suiza, Hungría, Italia, los Países Bajos, Noruega, Finlandia, Dinamarca, Brasil y Suecia.
El clima en Washington respecto de la Argentina comenzó a cambiar ayudado por la salida del Departamento de Estado de Braden. En un gesto sin precedentes, el presidente Harry Truman invitó al embajador argentino ―que era el Dr. Oscar Ivanissevich― a concurrir a la Casa Blanca, donde departió amablemente con la visible ausencia de Braden, que dos días después renunció de manera inmediata y contando con el beneplácito de Estados Unidos.
El gobierno argentino anunció el establecimiento de relaciones diplomáticas con la Unión Soviética y a continuación inició tratativas comerciales y cerró acuerdos comerciales con Rumania, Bulgaria, Polonia, Checoslovaquia y Hungría.
El 6 de julio del mismo año Perón en un discurso exponía los principios de la Tercera Posición entre capitalismo y socialismo, mediante la cual se daba a entender que en la naciente Guerra Fría la Argentina no se alinearía de manera automática ni con Estados Unidos ni con la Unión Soviética.
Si bien en la faz discursiva Perón ponía el acento en una Tercera Posición Con el triunfo del peronismo en las elecciones de 1946, Argentina desarrolló una política internacional de no alineación con los Estados Unidos ni la Unión Soviética, que recibió el nombre de "tercera posición". La tercera posición fue enunciada originalmente por el ministro de Relaciones Internacionales Juan Atilio Bramuglia, un abogado sindical de origen socialista, que fue uno de los fundadores del peronismoPosteriormente mantuvo buenas relaciones con el Movimiento de Países No Alineados, nacido en el año 1955. En su aspecto doctrinal, la tercera posición peronista fue definida por el propio fundador del movimiento como un rechazo tanto del individualismo exacervado, como del colectivismo soviético'».La tercera posición argentina fue llevada adelante por Bramuglia primero y los cancilleres posteriores, pero siempre con un sentido pragmático, que evitaba confrontar con Estados Unidos y la Unión Soviética y en cambio buscar lazos comunes a través del comercio y los intereses mutuos pero manteniendo la defensa de los intereses nacionales por sobre las presiones de ambos bloques de poder global.Posteriormente mantuvo buenas relaciones con el Movimiento de Países No Alineados, nacido en el año 1955.
Si por una parte rechazaba totalmente al comunismo por la otra se declaraba alineado en el bando occidental aunque rechazaba un capitalismo depredador al que consideraba el responsable indirecto del surgimiento del comunismo.
En 1948 se presentó una oportunidad de lucimiento para la diplomacia argentina cuando el bloqueo soviético a la comunicación por vía terrestre aisló la zona de Berlín ocupada por Estados Unidos, Gran Bretaña y Francia obligándola a abastecerse mediante un puente aéreo y subiendo al máximo la tensión entre estos países. Al llegar la cuestión en el mes de octubre al Consejo de Seguridad de la ONU el representante argentino debió asumir la presidencia del mismo reemplazando al de Estados Unidos que, al estar involucrado en el conflicto, no podía conservar el cargo que estaba ejerciendo. Apoyado por una Comisión de Neutralidad formada por los miembros no permanentes la representación argentina encabezada por el canciller Bramuglia realizó una activa gestión mediadora y formuló propuestas que tuvieron incidencia en la resolución del conflicto, recibiendo muchos elogios por parte de los diplomáticos extranjeros.
En el plano internacional se destacó en la profundización de las relaciones con Brasil que llevaron al llamado Pacto ABC (Argentina, Brasil y Chile) impulsado durante el gobierno de Juan Domingo Perón.

En ocasiones ella ha sido considerada una gran responsable de las desventuras, otras veces como la expresión de un razonable pragmatismo cuando no como la otra de un sagaz visionario. Probablemente ninguna de estas versiones sea la correcta, aunque cada una de ellas puede reclamar para sí una parte de la verdad.
José Paradiso

Se establecieron relaciones diplomáticas el 31 de mayo de 1949 Juan Domingo Perón planeo un viaje a Israel, el primer ministro era David Ben-Gurion, y el presidente, Jaim Weizmann. Las relaciones comenzaron a volverse más cercanas en la década del 40 y los 50, en 1948 tras una histórica sequía seguida d euba fuerte temporada de huracanes que devastó parte de la cosecha cafetalera y azucarera de la isla. Anteriormente el gobierno argentino de Juan Domingo Perón envío 5300 toneladas de alimentos junto con un crédito de 120 millones de dólares para ayudar a la Isla durante el mandato de al mismo tiempo 300 ingenieros argentinos fueron enviados por el gobierno peronista a asesorar a Cuba para llevar adelante el plan de obras públicas del gobierno del Dr. Ramón Grau San Martín, inspirado en el primer plan quinquenal de JD Perón.

## Reformas sociales
Entre otras reformas sociales y políticas, durante su primer gobierno Perón derogó la ley que establecía la discriminación entre hijos legítimos e ilegítimos, y compró a nombre del estado, de capitales extranjeros, en su mayoría británicos, los ferrocarriles creando la empresa Ferrocarriles Argentinos (1948). Se estableció el monopolio estatal del comercio exterior mediante el Instituto Argentino de Promoción del Intercambio (IAPI) y se desarrolló un amplio plan de viviendas para trabajadores. En 1951 comenzó a transmitir LR3 Televisión Radio Belgrano, actualmente llamado Canal 7.
Durante el primer gobierno peronista el componente salarial del ingreso nacional superó, por primera vez en la historia, a la retribución obtenida en concepto de ganancias, intereses y renta de la tierra. En 1948 aquel ascendía a 53 % contra 47 % de este, lo que se comparaba favorablemente con la situación imperante solo un lustro atrás, cuando los trabajadores percibían 44,4% y los empresarios, capitalistas y rentistas recibían 55,6 %".

## Política laboral
Durante su gobierno siguió adelante con la Secretaría de Trabajo y Previsión que tenía en su organigrama las funciones del Departamento de Trabajo y a otras reparticiones, tales como la Caja Nacional de Jubilaciones y Pensiones, la Dirección Nacional de Salud Pública y Asistencia Social, la Junta Nacional para Combatir la Desocupación, la Cámara de Alquileres, entre otras. Su función consistía en centralizar toda la acción social del Estado y fiscalizar el cumplimiento de las leyes laborales, para lo cual contaba con delegaciones regionales en todo el país.
Su primer gobierno produjo una continuidad de las reformas laborales que llevó adelante desde Secretaría de Trabajo entre 1944 y 1946. Ese año el gobierno convocó a sindicatos y empleadores a negociar convenios colectivos, un proceso que no tenía precedentes en el país. Entre 1944 y 1945 se firmaron más de 700 convenios colectivos.
El 18 de noviembre de 1944 Perón aún como secretario sanciona el Estatuto del Peón de Campo  modernizando la situación semifeudal en que aún se encontraban los trabajadores rurales, alarmando a los grandes estancieros (latifundistas) que controlaban las exportaciones argentinas.
El 20 de diciembre de 1945, por instancia del secretario Perón, Farrell instaló el sueldo anual complementario, por decreto-ley n.º 33 302.
Desde el estado se llevó a cabo la promoción del turismo social junto con los sindicatos se llevó adelante la construcción edificios en centros turísticos como en Mendoza para recibir visitantes, como la Hostería del Dique Cipolletti (actualmente Patrimonio arquitectónico y cultural de la Provincia de Mendoza), enclavada en el parque contiguo al dique de Luján, 20 km al sur de la capital provincial, o el Gran Hotel Potrerillos,

### Huelga ferroviaria de 1950 y 1951
El 15 de noviembre de 1950 comenzó una huelga ferroviaria por reclamos salariales que se extendería por 23 días..

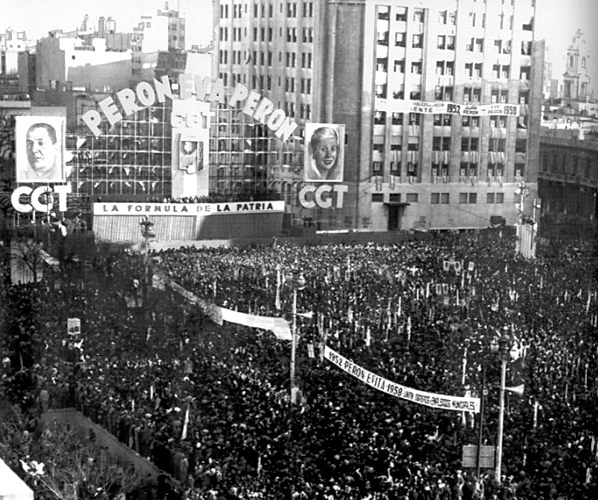
El 22 de agosto de 1951 la CGT organizó una manifestación masiva para imponer la candidatura a vicepresidenta de Eva Perón.

Para las elecciones presidenciales de 1951, las primeras en la historia argentina con voto femenino, los sindicatos sacudieron la vida política argentina lanzando la candidatura de Eva Perón a vicepresidenta. A partir de su condición de mujer, migrante interna y afiliada sindical (Eva Perón era afiliada desde 1939 a la Asociación Argentina de Actores y fundadora en 1943 del primer sindicato de radio), Evita estableció una relación cercana con los sindicatos; la propia Fundación Eva Perón estableció su sede al lado de la CGT.
La candidatura tuvo un enorme apoyo popular, pero al mismo tiempo agudizó la resistencia de los sectores conservadores, dentro de las fuerzas armadas, en momentos en que se incrementaban los planes golpistas.
La CGT insistió y convocó el 22 de agosto de 1951 a un acto en el cruce de la Avenida 9 de Julio y la calle Moreno, con el nombre de Cabildo Abierto del Justicialismo. El acto constituyó una de las más grandes movilizaciones de la historia argentina.

## Reforma constitucional

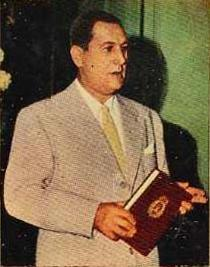
Perón sostiene la Constitución Nacional de 1949.

Asimismo durante el primer gobierno de Perón se reformó la Constitución Nacional en 1949 incorporándose los derechos laborales y sociales (Art. 37) que caracterizaron al constitucionalismo social y las bases jurídicas para expropiar grandes empresas monopólicas (Art. 40). Al mismo tiempo se establecía la reelección presidencial,
la prohibición al PEN de expulsar a ningún habitante, argentino o extranjero, La gratuidad de la educación pública en todos los niveles (primario, secundario, especial, técnico y universitario, la autonomía universitaria, prohibición de hacer diferencias por razón de "raza, color, religión, opinión o creencia", etc.Esta Constitución sería derogada por una proclama del régimen militar que derrocó al gobierno de Perón.